# Selección de fútbol de Uruguay
La selección de fútbol de Uruguay es el equipo representativo del país en las competiciones oficiales de fútbol masculino. Su organización está a cargo de la Asociación Uruguaya de Fútbol (AUF), perteneciente a la Confederación Sudamericana de Fútbol (Conmebol). Conocida como la Celeste o los Charrúas, se encuentra afiliada a la Federación Internacional de Fútbol Asociación (FIFA) desde 1922, y es miembro asociado y cofundador de la Conmebol desde 1916.
Disputó su primer partido internacional en la ciudad de Montevideo el 20 de julio de 1902 contra la selección de fútbol de Argentina.
Hasta la fecha ha participado en 14 ediciones de la Copa del Mundo (1930, 1950, 1954, 1962, 1966, 1970, 1974, 1986, 1990, 2002, 2010, 2014, 2018 y 2022), siendo después de Argentina y Brasil la selección sudamericana que más veces ha ido al mundial. Además, junto a los ya mencionados, son los únicos en la región y en el continente que han ganado Copas del Mundo.
Actualmente, se ubica en la novena plaza en la clasificación histórica de la competición y es la sexta en el palmarés, igualada con la selección francesa, con dos Copas del Mundo cada una.
Es la primera campeona de América, campeona del Mundo y en lo que respecta a nivel de selecciones mayores, es una de las selecciones más laureadas en la historia del fútbol mundial, contando con 19 títulos oficiales internacionales reconocidos por la FIFA.
Uruguay ha ganado la Copa del Mundo en dos ocasiones (1930 y 1950), además de conquistar los Torneos Olímpicos de París 1924 y Ámsterdam 1928, considerados por FIFA como campeonatos mundiales. Con motivo de estos logros, la selección uruguaya ostenta cuatro estrellas de cinco puntas en su escudo de fútbol.
En lo que respecta a torneos continentales, es la segunda selección que más veces ha obtenido la Copa América, con 15 títulos, por detrás de Argentina, que cuenta con 16 títulos. Además, ganó la Copa de Oro de Campeones Mundiales, torneo internacional oficial, organizado por la AUF y respaldado por la FIFA, para celebrar el cincuentenario de la primera copa mundial de fútbol.
Ha participado en dos ediciones de la Copa FIFA Confederaciones, llegando a semifinales en ambas ocasiones y terminando en la cuarta posición también en ambos casos.
Por su parte, el seleccionado juvenil sub-20 ha participado 16 veces en la Copa Mundial de la categoría, saliendo una vez campeón (2023) y dos veces subcampeón (1997 y 2013). En tanto que a nivel sudamericano se adjudicó 8 veces el título (1954, 1958, 1964, 1975, 1977, 1979, 1981 y 2017) siendo el primer campeón de la competición y después de Brasil, el más ganador en la categoría.
A su vez, la selección sub-17 fue partícipe del Mundial en 6 oportunidades, saliendo subcampeón en 2011. A nivel sudamericano, salió en tres oportunidades medalla de plata y en tres ediciones medalla de bronce.
Por último, en la menor de las categorías, la selección sub-15 fue dos veces subcampeona.
Desde su creación y hasta 1930, la selección uruguaya de fútbol ofició de local en el Estadio Gran Parque Central hasta que se inauguró el Estadio Centenario.
En varias ocasiones se ha encontrado dentro de las diez mejores selecciones del mundo en la clasificación mundial de la FIFA. Su máxima posición la ha conseguido durante el mes de junio de 2012, cuando se ubicó en la segunda posición.

## Historia

### Inicios (1900-1916)
Históricamente, el fútbol ha sido un elemento fundamental en lo que refiere al afianzamiento de la nacionalidad uruguaya y a la proyección internacional de la imagen de Uruguay como país, en los comienzos del siglo XX.
Uruguay es uno de los equipos más exitosos en el mundo, ya que conquistó diecinueve competiciones oficiales reconocidas por la FIFA, récord a nivel mundial en las selecciones mayores. Se trata de dos ediciones de la Copa Mundial de Fútbol, dos ediciones de los Juegos Olímpicos cuando eran protagonizados por selecciones mayores (era en esa época la única competencia de nivel mundial de fútbol) y quince ediciones de la Copa América. Fue la primera selección, junto a la Argentina, en jugar un partido internacional fuera de las islas británicas, el 16 de mayo de 1901 en Montevideo, con triunfo argentino por 3:2, aunque debido a que fueron equipos combinados los que jugaron y no selecciones nacionales, el partido sería considerado no oficial. En aquel cotejo, Frank Chevallier Boutell, el presidente de la Argentine Association Football League hizo de juez de línea. Un antecedente indica que habría otro partido anterior, aunque no con las selecciones de cada país, sino con selecciones de cada capital, Buenos Aires y Montevideo, el 15 de agosto de 1889, donde dos equipos representativos de las capitales de ambos países se enfrentaron en conmemoración de los setenta años de la reina Victoria del Reino Unido. Supuestamente, el partido tuvo lugar en el llamado New Ground de La Blanqueada y terminó con triunfo del conjunto de Buenos Aires por 3:0 al conjunto de Montevideo.
El primer partido oficial entre las selecciones de Uruguay y Argentina se disputó el 20 de julio de 1902 en cancha de Albion, con victoria Argentina 6:0 (hasta hoy la goleada más abultada como visitante del derbi). De los titulares de Uruguay, 8 eran del Club Nacional de Football. En Uruguay jugaron: Enrique Sardeson (Albion), Carlos Carve Urioste (Nacional), Germán Arímalo (Nacional), Miguel Nebel (cap.) (Nacional), Alberto Peixoto (Albion), Luis Carbone (Nacional), Bolívar Céspedes (Nacional), Gonzalo Rincón (Nacional), Juan Sardeson (Albion), Ernesto Boutón Reyes (Nacional), y Carlos Céspedes (Nacional). Marcaron Bolívar Céspedes y William Poole.
El 13 de septiembre de 1903 ganó su primer partido, tras vencer a Argentina en Buenos Aires por 3:2 con un equipo formado exclusivamente por jugadores de Nacional.
Su marca sería conocida como la Celeste desde su primera victoria internacional en Montevideo el 15 de agosto de 1910 por 3:1 en el primer partido en el que empleó su camiseta celeste, adoptada como emblema nacional en reconocimiento al triunfo que poco antes había conseguido el River Plate Football Club ante el poderoso Alumni Athletic Club porteño por 2:1 con esos mismos colores.

### Primeros éxitos internacionales (1916-1924)

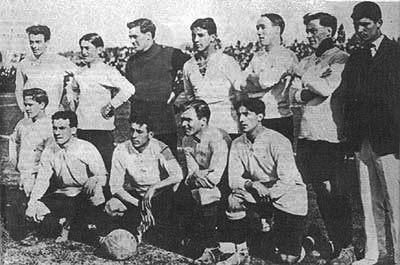
obtuvo los dos primeros Campeonatos Sudamericanos: el primero realizado en Buenos Aires en 1916 y el segundo en 1917, en Montevideo.

La selección uruguaya fue la primera campeona del continente, dejando segunda a los argentinos en la Copa América 1916, disputada en la ciudad de Buenos Aires, que se jugó con el formato de cuadrangular: el empate 0 a 0 ante los albicelestes en la última fecha les dio el título a los charrúas.
También Uruguay sería campeón del siguiente torneo de la Copa América, realizada en 1917. Esta vez Uruguay fue quien realizó ese torneo y nuevamente tuvo que definir el título en la última fecha del cuadrangular contra Argentina, a la cual venció 1 a 0 y se consagró campeón de América por segunda vez consecutiva.
Para la siguiente Copa América en 1919 que se realizó en Brasil, Uruguay volvió a llegar con chances al final del cuadrangular. Como Brasil y Uruguay finalizaron 2 a 2 en ese partido, y ambos tenían la misma cantidad de puntos, tuvieron que disputar un juego de desempate. Ese partido fue finalmente vencido por el equipo local -Brasil- con un marcador de 1-0, consagrándose el país anfitrión campeón por primera vez y Uruguay quedando como subcampeón del torneo.
En la Copa América de 1920 realizada en Chile, Uruguay volvió a llegar hasta puntero al último partido del torneo por cuarta vez consecutiva, esta vez volviendo a ganar el campeonato por tercera vez en su historia, al vencer al equipo local en ese cotejo con un marcador de 2-1 y hacer que la victoria argentina ante Brasil no sirviera de mucho, dejando en el segundo puesto a los albicelestes.
En las Copas América realizadas en 1921 y 1922 por Argentina y Brasil respectivamente, Uruguay no pudo lograr los títulos, obteniendo el tercer lugar en ambas ediciones: la primera, a manos de Argentina (que obtuvo su primera Copa América) y en la segunda, de Brasil.
La Copa América volvió a Uruguay en las ediciones de 1923 y 1924. En la primera, Uruguay llegó puntera junto a Argentina al duelo final del cuadrangular, por lo que quien ganara ese cotejo obtendría la Copa. Finalmente, la Celeste venció por 2-0 en el Gran Parque Central y se coronó campeona una vez más. En la Copa América en 1924, pasaría una situación similar, ya que con un empate de 0-0 ante Argentina en la última fecha saldría Uruguay campeón de nuevo. Esto se dio porque la selección celeste tuvo más partidos ganados que Argentina en el campeonato.

### Época dorada: Juegos Olímpicos y primera Copa del Mundo (1924-1930)

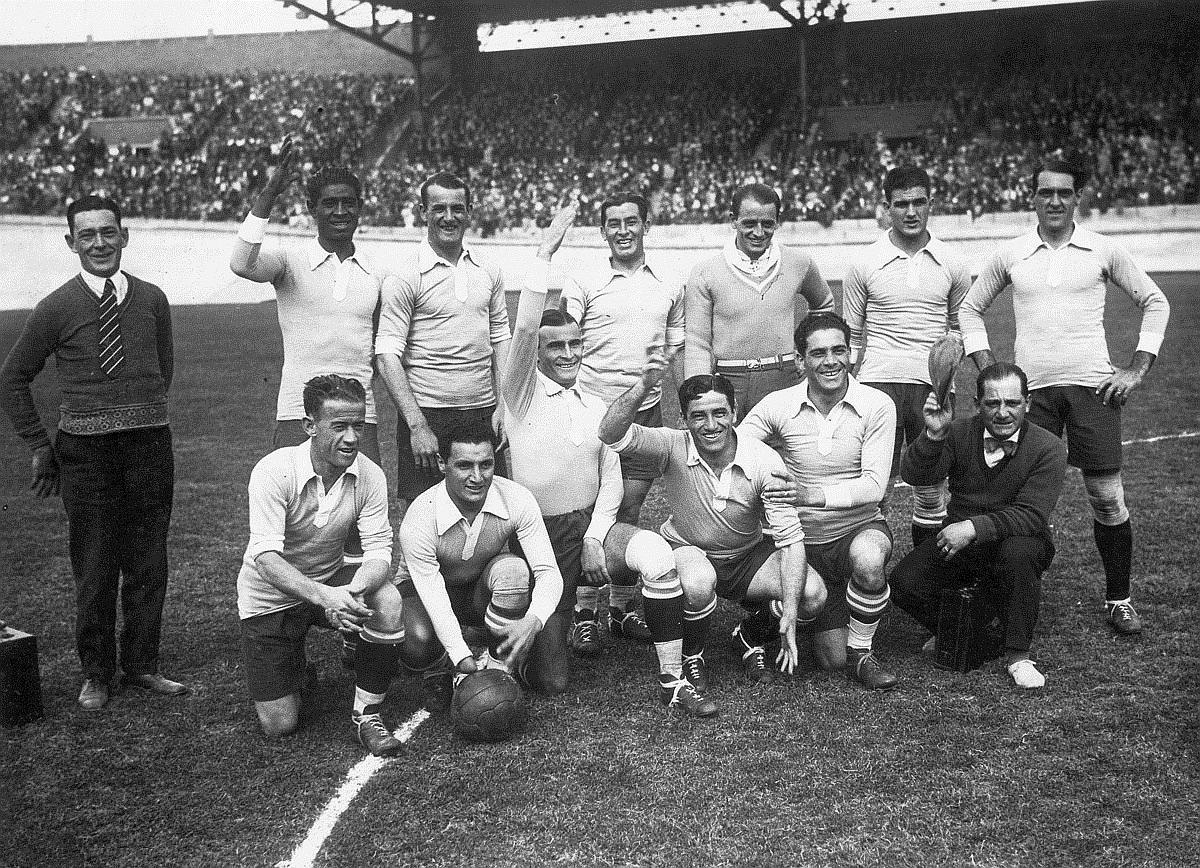
Uruguay ganó su segunda medalla de oro en los Juegos Olímpicos de 1928.

Uruguay fue el primer país sudamericano en participar en los campeonatos de fútbol de los Juegos Olímpicos. Su primera participación fue en los Juegos Olímpicos de 1924, venciendo a Suiza en la final, con un marcador contundente de 3-0. Uruguay volvió a participar en la siguiente edición en 1928, esta vez con otro sudamericano, Argentina, quien había ganado la Copa América de 1927 y logró la clasificación. Uruguay y Argentina pasaron a la final del campeonato, y Uruguay venció a los albicelestes por 2-1.
La Selección uruguaya deslumbró en Europa con sus presentaciones olímpicas, y se ganó la admiración y el respeto del universo deportivo, colocando al fútbol sudamericano en el más alto plano de consideración en una época en que dicho continente era aún ignorado en el mapa internacional del fútbol. Durante setenta y seis años Uruguay fue el único país sudamericano en ocupar el máximo sitial olímpico, honor actualmente compartido con la Argentina (campeón en Atenas 2004 y Pekín 2008) y Brasil, (medalla de oro en Río 2016 y Tokio 2020). Los Juegos Olímpicos de 1924 y 1928 fueron los únicos reconocidos como campeonatos mundiales de la FIFA, que aprobó un documento que sancionaba que, si los futuros torneos olímpicos se hubieran organizado de acuerdo con las reglas de la entidad máxima, los ganadores habrían sido galardonados con el título oficial de campeones mundiales. Es por eso que Uruguay luce cuatro estrellas en el escudo de su camiseta a pesar de haber ganado la Copa Mundial de Fútbol dos veces.
En cuanto a los torneos continentales, en esos años Uruguay ganó la Copa América de 1926, disputada en Chile. En 1925 no participó de la Copa jugada en Argentina (ganada por los locales), fue subcampeón detrás de los albicelestes en la edición de 1927, y se ubicó tercero en la de 1929.

#### Mundial 1930

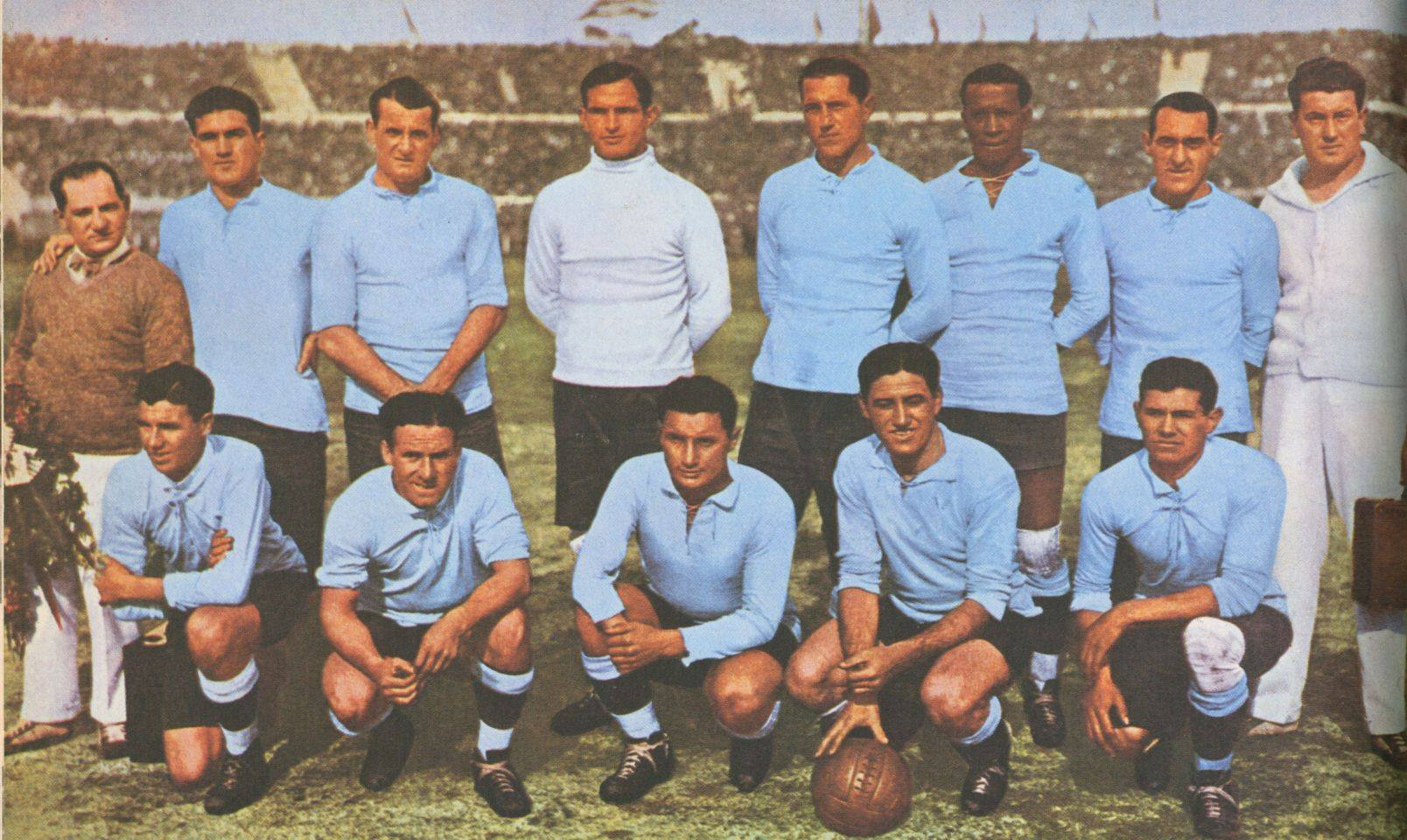
Equipo campeón del mundo en 1930

A nivel mundial, Uruguay comenzó a destacar tempranamente cuando alcanzó las medallas de oro en los Juegos Olímpicos de 1924 y 1928.
Uruguay propuso celebrar la primera Copa Mundial de Fútbol de 1930, y la FIFA le otorgó el derecho a organizarlo en conmemoración del centenario de la Jura de la Constitución, además de los títulos mundiales en los Juegos Olímpicos. En Europa esto fue muy mal visto, poniendo como argumento que debía ser en la región, y en especial en Inglaterra, donde fue cuna del fútbol y su desarrollo posterior. También hubo quejas del traslado (debido al largo viaje y coste necesario). Sin embargo, y pese a que el gobierno uruguayo se ofreció a pagar todos los gastos, los europeos siguieron declinando la idea de ir a participar del primer torneo mundialista. La FIFA por su parte hizo caso omiso a las quejas europeas debido a que el Viejo Continente estaba aún maltrecho por la Primera Guerra Mundial, mientras que Uruguay gozaba de paz y estabilidad económica; así, el primer Mundial se desarrolla en Uruguay. Iniciando el torneo, los primeros partidos mundialistas fueron Francia-México y Estados Unidos-Bélgica, ambos el 13 de julio a la misma hora (15:00). En el primero, el francés Lucien Laurent marcó el que sería el primer gol en la historia de los mundiales, a los 19 minutos en el primer tiempo. Uruguay, considerado el equipo más potente por salir campeón, tras haberlo hecho en 1924 y 1928, debutaría el 18 de julio en el Estadio Centenario ante unos 50.000 espectadores, frente a Perú. En dicho partido obtendría una pálida victoria por 1 a 0 con gol de Héctor Castro, siendo el equipo algo criticado por la prensa. Sin embargo, en su siguiente partido, disputado el 21 de julio, ganó por goleada 4 a 0 frente a Rumania con goles de Dorado, Scarone, Anselmo y Cea, clasificándose así para las semifinales. En dicha instancia, el equipo celeste se enfrentó a Yugoslavia (equipo inexistente en la actualidad) en donde ganó con contundencia por 6 a 1 con triplete de Cea, doblete de Anselmo y uno de Iriarte, clasificando a la final. Allí se encontraría con uno de sus más grandes rivales, nuevamente con la selección argentina, equipo que también era considerado candidato al título. En la previa, los uruguayos molestaban a los jugadores argentinos en sus entrenamientos (esto se vio a lo largo del campeonato). Ya en el partido final disputado el 30 de julio, y ante 70.000 espectadores, el equipo celeste repitió lo hecho dos años antes en Ámsterdam, derrotando nuevamente a los argentinos. Con un gol tempranero de Pablo Dorado a los 12 minutos, Uruguay se ponía en ventaja, pero más tarde Argentina lograría remontar parcialmente con goles de Peucelle y Stábile a los 20 y 37 respectivamente, resultado con el que se fue el primer tiempo. Para el segundo tiempo, saliendo más decidido, el equipo uruguayo empataría con gol de Cea a los 57, pasaría a ganar a los 68 con gol de Iriarte, y terminaría cerrando Castro a los 89, finalmente con resultado por 4-2. Así, Uruguay se convertiría en el primer ganador en la historia de dicho torneo.

### Recambio: de Nasazzi a Obdulio (1930-1950)

#### Copa América
En la Copa América de 1935 disputada en Perú (que volvía a jugarse luego de 6 años) Uruguay se alzó con un nuevo título. En la edición de 1937 fue tercera, mientras que en 1939 fue subcampeona, detrás de Perú. En la edición de 1941, Uruguay fue subcampeona de Argentina, mientras que la Celeste volvió a obtener el título sudamericano en la edición siguiente -de 1942- realizada en Montevideo, dejando como segunda a Argentina. Este título continental de 1942 sería el último en 17 años ya que los charrúas volvieron a levantar una Copa América recién en la edición de Ecuador 1959.
Debido a que varios de los principales equipos europeos se ausentaron del mundial de 1930, Uruguay boicoteó los mundiales de 1934 y 1938, así como los Juegos Olímpicos de 1936 y 1948.

### Segunda Copa del Mundo y vuelta a la elite (1950-1954)

#### Mundial de Brasil 1950

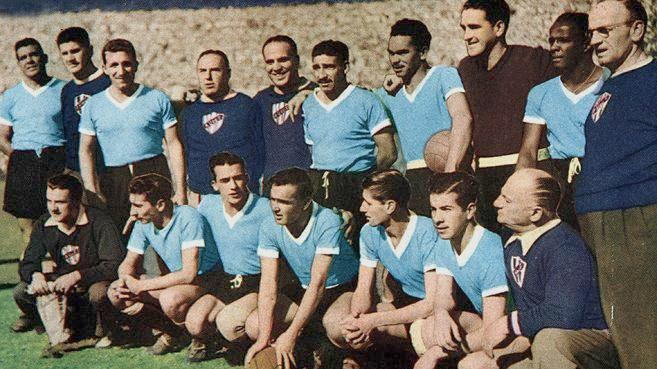
Selección uruguaya, campeona del mundo de 1950. De izquierda a derecha, de pie (con exclusión de los miembros de la AUF, quienes tienen el símbolo de la asociación en el medio del pecho): Varela, Tejera, Gambetta, González, Máspoli y Andrade. En cuclillas: Ghiggia, Pérez, Míguez, Schiaffino y Morán. De pie, entre Varela y Tejera está el entrenador Juan López Fontana.

Luego de finalizada la guerra, Uruguay reapareció y extendió su hegemonía derrotando a Brasil en el último partido de la Copa Mundial de Fútbol de 1950. Este evento mítico es conocido mundialmente como El Maracanazo, un logro deportivo histórico y uno de los momentos más dramáticos de la historia del fútbol. En este partido Brasil era claramente el favorito para ganar su primer campeonato, ya que era el local además de golear en los otros partidos a España y Suecia con marcadores abultados de 1-6 y 1-7 respectivamente. En tanto que Uruguay llegaba a la final con una irregular actuación, con un empate de 2-2 frente a España y una victoria ajustada de 3-2 frente a Suecia. Lo que dejaba a Uruguay con pocas posibilidades de ser campeón, ya que si Brasil ganaba o empataba el partido, se convertiría automáticamente en campeón mundial y Uruguay necesitaba solo de ganar el partido para ser campeón, En el primer tiempo, el partido empezó sin goles, lo que generó la molestia de los espectadores en el estadio. Ya en el segundo tiempo, el brasileño Friaça anota el primer gol del partido, los espectadores brasileños estallan de alegría por el gol que dejaba el marcador por 1-0 a favor de Brasil. Sin embargo la alegría de los brasileños duro poco, en el minuto 21, Ghiggia escapa por derecha y tras simular que rematará a la portería opta por el pase al medio del área, donde el ingreso sin marcas de Juan Alberto Schiaffino le permite igualar el marcador del encuentro a 1-1, aun con este resultado Brasil se estaba volviendo campeón del mundo. Finalmente los sueños de los jugadores y aficionados brasileños de convertirse en campeones se habían terminado cuando en el minuto 34 del segundo tiempo se genera otro ataque uruguayo donde Obdulio Varela lanza un pase hacia Alcides Ghiggia, que entrega el balón a Julio Pérez, quien se la devuelve en corto a Ghiggia que supera al defensa brasileño Bigode, y finge como en el primer gol, lanzar un centro ante el arquero local Moacir Barbosa. Barbosa comete el error que marcará el resto de su vida: da un paso hacia adelante seguro que se repetirá la escena de primer gol y entrega una oportunidad en su primer palo. Ghiggia aprovecha la ocasión y patea un violento tiro entre el arquero y el poste. Anota así el segundo gol para Uruguay y el estadio queda en absoluto silencio. Inclusive los futbolistas uruguayos quedan impresionados con el repentino silencio en el estadio. Los jugadores brasileños, desesperados por cambiar el marcador atacaban con todo para empatar el partido, pero no pudieron lograrlo y a las 16:45 horas el árbitro inglés George Reader silbaba el final del partido, con lo cual estallaba la alegría de los jugadores uruguayos.
Al finalizar el partido la mayor parte del público salió en silencio o llorando del Estadio Maracaná, los futbolistas brasileños mostraban abiertamente su pesar, y la prensa local lanzaba comentarios apenados e incrédulos ante una derrota totalmente inesperada; la banda de música traída para la ocasión no ejecutó pieza alguna, no percatándose de la ceremonia de entrega de la segunda Copa Mundial para Uruguay.

#### Mundial de Suiza 1954
Luego de que Italia le arrebatara el máximo sitial futbolístico a Uruguay tras haber ganado dos veces consecutivas la Copa del Mundo en 1934 y 1938, Uruguay volvió a dominar el mundo fútbol tras haberlo sido en los años 1920 y principios de los años 1930, desplazando a los italianos con quienes además, tras cuatro ediciones de la Copa del Mundo, empataban con 2 títulos. Uruguay era por tanto, claro favorito a ganar otra vez la Copa Mundial en 1954, en Suiza. Como campeón del mundo, Uruguay ya estaba clasificado a este Mundial al tener la posición de defensor del título.
La Celeste se encontró en el grupo 3 junto a Austria, Checoslovaquia y Escocia. Uruguay comenzó ganando contra Checoslovaquia por 2 a 0 con goles de Míguez a los 72 y Schiaffino a los 81 minutos. En la segunda jornada, el equipo charrúa se despachó con una goleada por 7 a 0 (la segunda más grande en una Copa del Mundo para Uruguay, luego de la victoria por 8 a 0 en 1950) con triplete de Borges a los 17, 47 y 57, doblete de Míguez a los 30 y 83, y también doblete de Abbadie a los 54 y 85. De esta manera se clasifica a los cuartos de final sin enfrentarse a Austria debido a que el tercer partido es para desempate en puntos dado que no se usaba la diferencia de goles. En dicha instancia, se enfrenta a la selección de Inglaterra, a la que vencen por 4 a 2 con goles de Broges a los 5, Varela a los 44, Schiaffino a los 47, y Ambrois a los 78 minutos; los descuentos fueron por Nathaniel Lofthouse y Thomas Finney a los 16 y 67 minutos respectivamente. En este partido el equipo uruguayo pierde por lesión a Obdulio Varela, una baja importante en el equipo que enfrentó a la sorprendente selección de Hungría de Ferenc Puskás en semifinales. La selección húngara era otro de los favoritos a ganar el título, era el combinado que mejor jugaba al fútbol para muchos y considerado un adelantado a su época (precursor del Fútbol total) con una extensa racha de resultados positivos de victorias, además de conseguir la medalla de oro en los Juegos Olímpicos en 1952. El partido fue muy disputado, Hungría logra adelantarse con gol de Zoltan Czibor a los 12, luego aumenta el marcador a los 47 con gol de Nandor Hidegkuti. Sin embargo, Uruguay logra remontar y empatar con doblete de Juan Hohberg a los 75 y 86. Luego de convertir el segundo gol, Hohberg sufre un paro cardíaco, siendo reanimado más tarde e increíblemente siguiendo jugando el resto del partido, que siguió en empate hasta forzar la prórroga. Allí Hungría, cerca del final, convierte a los 109 y 116 por medio de Sandor Kocsis, siendo Uruguay derrotado finalmente por 2-4. Esta fue la primera derrota uruguaya en Mundiales; hasta ese momento Uruguay poseía una racha de 10 victorias y 1 empate. En el partido por el tercer y cuarto puesto, Uruguay se enfrentó a Austria siendo derrotado otra vez por 1-3; el gol uruguayo fue por Hohberg a los 22; convirtieron para Austria Ernst Stojaspal de penal a los 16, Luis Cruz en contra, y cerca del final Ernst Ocwirk a los 89. Terminando en el cuarto puesto, una posición poco habitual en aquel entonces en Uruguay dada sus capacidades futbolísticas de entonces.

### Etapa de transición y recambio (1954-1974)

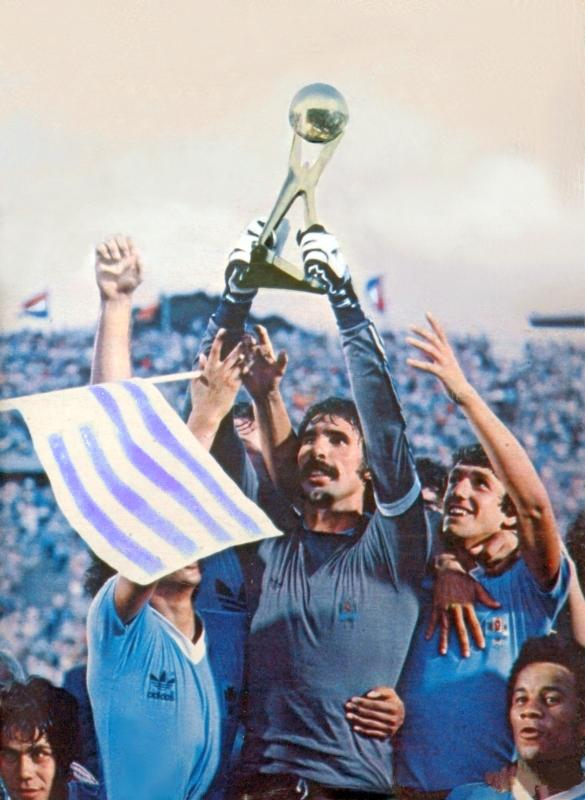
Rodolfo Rodríguez levantando el trofeo de la Copa de Oro de Campeones Mundiales, obtenido por Uruguay.

Luego de semejante época de grandeza y de gloria, la Celeste no volvió a rondar estas alturas en una Copa del Mundo por varios años. Sin embargo, aunque a nivel continental el fútbol uruguayo siguió conquistando algunos triunfos (Copas América de 1956, 1959 II y 1967), a nivel mundial la selección uruguaya no alcanzó el éxito de otrora. No logró clasificar al Mundial de 1958, siendo la primera vez que le ocurre. En las eliminatorias para dicho Mundial, Uruguay quedó encuadrado en el grupo 3 con Colombia y Paraguay. En la primera fecha empata de visitante frente a Colombia 1 a 1, y en la segunda gana por 1 a 0. Sin embargo frente a Paraguay, en un partido donde solo necesitaba ganar dado a los 4 puntos del equipo paraguayo frente a los 3 que consiguió Uruguay (ambos y todos ellos frente a Colombia), terminaría cayendo derrotada frente al equipo guaraní con una goleada por 5 a 0 en Asunción, y sin chances de poder clasificar a falta de una fecha, en la cual, ya con Paraguay clasificado, Uruguay se queda con una amarga victoria por 2 a 0 frente al mismo equipo.

#### Copa América
En el Campeonato Sudamericano 1956, realizado en Uruguay, y más específicamente en su totalidad en la ciudad de Montevideo, realizándose todos los partidos del torneo en el Estadio Centenario, la selección uruguaya volvió a conquistar un nuevo título, el noveno de su historia en este torneo. Se jugó un cuadrangular de todos contra todos, entre las selecciones de Chile (subcampeón), Argentina, Brasil, Paraguay y Perú. Debutó en el torneo derrotando a los guaraníes por 4 a 2, y por la segunda fecha venciendo a Perú por 2 a 0. Tuvo fecha libre en la tercera fecha, y para la cuarta venciendo a los chilenos por 2 a 1. En la quinta fecha empata sin goles frente a Brasil, y en el partido final, tocaba su rival del Río de la Plata, nuevamente Argentina. Ante más de 65.000 espectadores, Uruguay se llevó el título ganando por 1 a 0 con gol a los 23 minutos de Javier Ambrois.
En el Campeonato Sudamericano de 1959 realizado en Ecuador, fue un torneo bastante peculiar, pues era el segundo torneo realizado en ese año, tras el que se realizó en Argentina. Dicho torneo fue ganado por Uruguay por décima vez. Al igual que en anteriores ediciones, se jugó en un cuadrangular de todos contra todos. Uruguay inició su participación ante el local Ecuador, ganando por goleada 4 a 0. En la segunda jornada derrotó a Brasil (que por entonces era campeón del mundo) por 3 a 0. Para el siguiente partido, se enfrentó a Argentina, derrotándola por 5 a 0, siendo la victoria más abultada de Uruguay frente a Argentina. Para la siguiente jornada tendría fecha libre, mientras que para el partido final empató 1 a 1 contra Paraguay, ganando e torneo. El defensor uruguayo Alcides Silveira fue nombrado mejor jugador del torneo.
En el Campeonato Sudamericano 1967 el torneo vuelve a Uruguay y, al igual que en la edición de 1959, todos los partidos se realizaron en el Estadio Centenario. Esta edición sería la última con el nombre de Campeonato Sudamericano, pues para la siguiente edición en 1975, se le coloca el nombre actual de Copa América. Uruguay debuta ganando por sendas goleadas 4 a 0 frente a Bolivia y Venezuela. Luego empata estando dos veces atrás en el marcador frente a Chile 2 a 2. En los dos últimos partidos, vencería a Paraguay por 2 a 0, y finalmente contra Argentina, otra vez definiendo ambos un torneo, y otra vez el equipo uruguayo saliendo victorioso, por 1 a 0 con gol de Rocha, ganando el torneo por undécima vez.

#### Mundial de Chile 1962

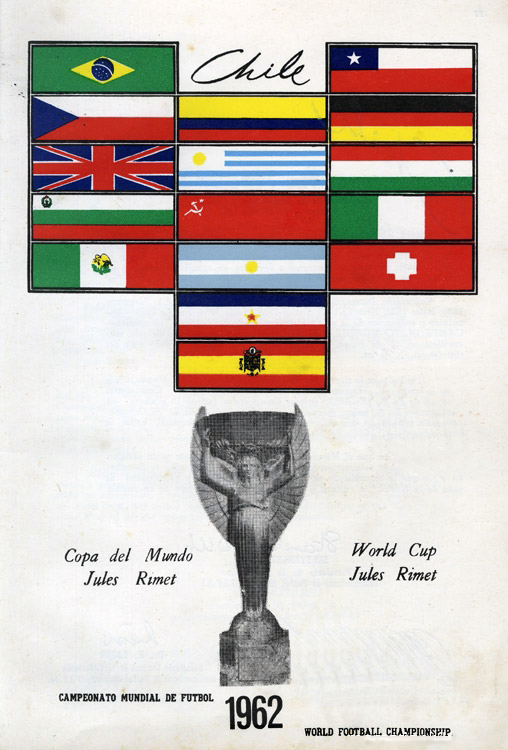
Imagen con los 16 participantes del torneo; en el medio, la bandera de Uruguay

Luego de no clasificar al Mundial de Suecia 1958, Uruguay se disponía a clasificar al Mundial de Chile. En las eliminatorias estuvo en el grupo 2 integrado solo con Bolivia, con quien empató en la ciudad de La Paz 1 a 1 y sellando la clasificación en Montevideo con victoria por 2 a 1.
Ya en el Mundial, Uruguay estuvo encuadrado en el grupo 1 junto a Colombia, la Unión Soviética, y Yugoslavia. En el primer partido, Uruguay gana de atrás frente a los cafeteros (debutantes en una Copa del Mundo) por 2 a 1 con goles de José Sasía y Luis Cubilla a los 56 y 75 minutos; el gol colombiano fue a los 19 minutos y de penal por Francisco Zuluaga, siendo este el primer gol colombiano en un Mundial. (En este partido Eliseo Álvarez, half, jugó el segundo tiempo con una fractura de peroné). Sin embargo, le siguieron dos derrotas consecutivas, frente a Yugoslavia (1-3) y la Unión Soviética (1-2) ambos goles convertidos por Cabrera y José Sasía, despidiéndose así rápidamente del Mundial (ganado posteriormente por Brasil).

#### Mundial de Inglaterra 1966
Para este Mundial, Uruguay clasificó por eliminatoria en el grupo 1 frente a Venezuela y Perú. Ganó todos sus partidos (5-0 de local y 3-1 de visitante frente a Venezuela, y 1-0 de visitante y 2-1 de local frente a Perú), estando así primero en la tabla general de resultados con 8 puntos, 11 goles a favor y solo 2 en contra.
En el Mundial, quedó encuadrado frente al equipo local (con quien además disputó el partido inaugural del torneo), México y Francia. En el primer partido, disputado el 11 de julio, frente a Inglaterra, y ante más de 80.000 espectadores, el encuentro quedó con un empate sin goles (esta fue la primera y única vez hasta el momento en la que Uruguay disputa un partido inaugural frente a un local). En la jornada siguiente, se enfrenta a la selección francesa, a la cual derrota de atrás por 2 a 1 con goles de Rocha y Cortés a los 26 y 31 minutos del primer tiempo respectivamente (el gol francés fue por Hector De Bourgoing de penal a los 15 minutos del primer tiempo). En la última fecha se enfrenta a México, con quien empata nuevamente sin goles en un partido dominado por los mexicanos dada su necesidad del resultado que obviamente no le servía. Clasificándose así a la siguiente ronda siendo segundo en el grupo con 4 unidades (Inglaterra quedó primero con 5 puntos), a la instancia de cuartos de final, donde Uruguay se enfrentó a la selección de Alemania Federal, en donde caería eliminado perdiendo por una goleada 4 a 0 en un partido polémico (como lo fue prácticamente todo el torneo). Cuando iban 0 a 0, el jugador alemán Karl-Heinz Schnellinger tocó la pelota en su área con la mano, desestimando un claro penal a favor de Uruguay que pudo haber cambiado el rumbo del partido.

#### Mundial de México 1970
En 1969 se contrató como técnico a Juan Hohberg (el otrora jugador destacado de Uruguay en el Mundial 1954). Para esta nueva edición del Mundial de fútbol, Uruguay tuvo una generación de destacados futbolistas consolidada, habiendo varios que ya disputaron torneos anteriores incluyendo Mundiales y Copa América (esta última, ganada en 1967). Entre estos jugadores se destacan: Ladislao Mazurkiewicz, Juan Martín Mugica, Luis Cubilla, Pedro Virgilio Rocha, Luis Ubiña (quien fue el capitán del equipo), Víctor Espárrago, Julio César Cortés, Ildo Maneiro, entre otros.
Tras dos derrotas y una victoria en amistosos (1-2 frente a Inglaterra, 0-1 frente a Perú y 1-0 frente a Colombia) inician las eliminatorias, en las cuales Uruguay fue encuadrado en el grupo 3 junto a las selecciones de Chile y Ecuador. Inicia ganando 2 a 0 frente a Ecuador y un empate sin goles frente a Chile, ambos de visitante, y respectivamente, gana de local 1 a 0 y 2 a 0, quedando segundo en la tabla general detrás de Brasil.
Ya en la Copa del Mundo, Uruguay fue integrado junto a Italia, Israel, y Suecia. Para el primer partido, gana cómodamente 2-0 a Israel con goles de Ildo Maneiro a los 23 minutos, y de Mugica a los 50 minutos. En la siguiente jornada, empata sin goles frente a la selección italiana (posterior subcampeona del torneo). Para el último partido de fase de grupos se enfrenta a Suecia, quien salió a buscar el partido pues no le servía otro resultado que la victoria, dado que en esta instancia Uruguay le servía cualquier resultado para clasificar, incluyendo derrota hasta por la mínima de 0-1, siendo finalmente ese el resultado final, con gol del sueco Ove Grahn a los 90 minutos, teniendo el equipo charrúa una clasificación sufrida pero lograda al fin. Con esta derrota, Uruguay queda relegado al segundo puesto; Italia solamente con el empate (0-0 frente a Israel en el otro partido de la jornada) le bastó con quedarse con el primer lugar. En los cuartos de final se enfrentó a la selección de la Unión Soviética con el histórico Lev Yashin en la portería soviética. El partido fue muy disputado, hasta que finalmente se tuvo que recurrir a tiempo extra tras un empate sin goles en los 90 minutos reglamentarios. Allí, el partido continuó en las mismas, hasta que en el minuto 117, Cubilla usó la pequeña distracción del defensa soviético que intentaba que el balón se fuera al saque de meta, y tras recuperar el balón rápidamente mandar un centro a la cabeza de Espárrago, quien marca el gol para el 1-0 a 3 minutos del final, clasificándose así entre los cuatro mejores del mundo. En esta instancia, Uruguay tenía la gran chance de quedarse definitivamente con la Copa Jules Rimet, pues se había acordado que el que ganara tres Mundiales, la obtendría de forma definitiva (Uruguay ya contaba con dos títulos, al igual, en ese entonces, que Brasil e Italia, mientras Alemania Federal tenía solo 1). En semifinales, Uruguay se enfrenta a un duro rival y viejo conocido, Brasil. El equipo brasileño venía plagado de figuras y con su máxima estrella Pelé. Uruguay logra imponer inicialmente su juego, con un gran marcaje en la mitad de la cancha logrando que el juego de Brasil (el famoso jogo bonito) no funcionara; no pudo tener mejor comienzo ya que a los 19 minutos con gol de Cubilla Uruguay se adelanta en el marcador. Sin embargo, tras una pared entre Tostao y Clodoaldo, este último convierte el empate al minuto 44 cerca del final del primer tiempo. En el segundo tiempo, en un ataque de Uruguay, Dagoberto Fontes comete un error en un pase (que iba dirigido a Cortés) que se convirtió en un rápido contragolpe de Brasil y que terminó en el segundo gol por medio de Jairzinho al minuto 76, y cerca del final, en el minuto 89, tras un pelotazo que terminó disputándose entre el capitán Luis Ubiña y Pelé, ganando Ubiña con cabezazo, la terminó pescando Rivelino, que de un toque se la devuelve a Pelé, acercándose al área uruguaya y devolviéndosela a Rivelino que con un remate marca el 3-1 final para los brasileños (que a la postre, terminaría como campeón del mundo).
Uruguay terminaría así disputando el partido del tercer puesto frente a Alemania Federal (los teutones perdieron 3-4 en la semifinal frente a Italia, en el recordado partido del Siglo). Pese a que Uruguay fue superior en el partido (en parte por el desgaste de los alemanes tras el partido con los italianos), Alemania Federal ganó con gol de Wolfgang Overath al minuto 26.
Finalmente, Uruguay terminó en la cuarta posición en el torneo. Es de destacar que este fue el último Mundial donde Uruguay lleva una nómina completa de jugadores del campeonato local; a partir del Mundial siguiente en 1974, algunos jugadores comenzaron a militar en clubes europeos.

#### Mundial de Alemania 1974
Para la Copa Mundial de 1974, Uruguay partía como uno de los favoritos al título, tras quedar entre los 4 mejores del mundo en el Mundial de México, además que ésta era su cuarta participación consecutiva en Mundiales (además de candidato natural pues salió campeón en 1930 y 1950). Algunos de los jugadores que estuvieron en el Mundial anterior como Luis Cubilla, Ladislao Mazurkiewicz, Víctor Espárrago, Pablo Forlán o Pedro Rocha (quien disputaría su último Mundial), entre otros, se agregan nuevos y destacados futbolistas del momento como Fernando Morena, Ricardo Pavoni, Walter Mantegazza, Julio César Giménez, Luis Garisto entre otros. Este fue el primer Mundial donde Uruguay lleva a su nómina jugadores militando en el exterior; hasta ese momento todas las plantillas con las que Uruguay fue representado en la Copa del Mundo, en su totalidad jugaban en el Campeonato uruguayo de Primera División. Estos son: Ladislao Mazurkiewicz (Atlético Mineiro de Brasil), Baudilio Jáuregui (River Plate de Argentina), Pedro Rocha (São Paulo de Brasil), Víctor Espárrago (Sevilla de España), Héctor Santos (Alianza Lima de Perú), Pablo Forlán (São Paulo, Ricardo Pavoni (Independiente de Argentina), y Julio Montero Castillo (Granada. El resto de jugadores de la plantilla juegan en el Campeonato uruguayo, destacándose particularmente algunos jugadores en Nacional y Peñarol (con el primero se consagraron campeones Espárrago, Cubilla, Montero Castillo y Juan Masnik, de la Copa Libertadores de 1971 y de la Copa Intercontinental del mismo año). Se contrató como técnico a Roberto Porta para dirigir al equipo en el torneo (aunque anteriormente tras el campeonato de 1970, Juan Hohberg fue sustituido por Hugo Bagnulo, quien estuvo al frente del equipo luego del Mundial en México hasta 1973).
En las Eliminatorias, Uruguay estuvo encuadrado en el grupo 1 junto a Colombia y Ecuador. Empieza con un empate sin goles frente a Colombia en Bogotá, y luego frente a Ecuador, también de visitante, gana por 2-1 en la altura de Quito. En los siguientes dos partidos restantes, jugados de local, pierde frente a Colombia por 0-1 (siendo la primera y hasta ahora única derrota de Uruguay frente a Colombia en suelo uruguayo), lo que obligaba al equipo celeste no solamente ganar (por tener 3 puntos, dos menos que el equipo cafetero con 5) sino también hacerlo por más de dos goles frente a Ecuador. Finalmente gana por 4-0, clasificando para el Mundial por diferencia de goles. En la tabla general quedó tercero tras Argentina y Chile, con 6 goles a favor y 2 en contra, y con un 62,50 % de rendimiento. Luego de terminadas las Eliminatorias, Luis Ubiña, el capitán del equipo en el Mundial en México, decide retirarse de la selección y del fútbol profesional, siendo elegido como nuevo capitán Juan Masnik (quien también fue capitán en Nacional, remplazando también a Luis Ubiña).
Uruguay fue encuadrado en el grupo 3 junto a los Países Bajos de Johan Cruyff, Suecia, y Bulgaria. En el primer partido, Uruguay se enfrentó ante una discreta (en lo previo) selección neerlandesa. Sin embargo, el equipo comandado por Johan Cruyff, no fue ni mucho menos discreto. Uruguay terminó perdiendo 0-2 en un partido donde el equipo charrúa fue netamente superado; el equipo europeo (conocido como la naranja mecánica) desplegó un excelente fútbol vistoso de pases con el balón (mientras los jugadores increíblemente intercambiaban de posiciones en la cancha) y una particular forma de presión alta hacia el rival con balón (en que al alrededor de más de 5 jugadores iban directamente sobre el jugador contrario que poseía el balón). Este nuevo fútbol, adelantado en su época, es conocido como Fútbol total. El resultado final fue incierto, pues debido a las intervenciones del arquero Mazurkiewicz, Uruguay pudo haber tenido una derrota peor, aunque de cualquier forma, futbolísticamente fue un partido muy fatídico para el equipo celeste. En la siguiente jornada, se enfrenta a Bulgaria, con quien empata 1-1 con gol de Pavoni, tras empezar perdiendo con gol del búlgaro Hristo Bonev. Estando al borde de la eliminación, se enfrenta a Suecia, a quien debía derrotar y además esperar que los Países Bajos derrotaran a los búlgaros (Suecia y Bulgaria tenían 2 puntos, mientras Uruguay solo 1 punto). Aunque lo segundo se dio, Uruguay cayó estrepitosamente 0-3 frente a los suecos (quienes clasificaron como segundos de grupo tras los neerlandeses), con doblete de Ralf Edstrom a los 46 y 77 minutos, y de Roland Sandberg a los 74 minutos. Así, Uruguay se despide rápidamente del torneo (que ganaría posteriormente Alemania Federal frente a los Países Bajos).

### Resultados mixtos y comienzo de declive (1974-1990)
A fines del siglo XX, de la época de declive y discontinuación en mundiales, la selección uruguaya clasificó a pocas Copa Mundiales, y obtuvo resultados pobres en ellas. Estuvo ausente en 1978 y 1982 en España, siendo la primera vez que quedaba fuera en dos mundiales consecutivos.

#### Copa de Oro de Campeones Mundiales
Se destacó a nivel intercontinental la obtención de la Copa de Oro de Campeones Mundiales, disputada entre 1980 y 1981.
En el plano continental, en 1983 se consagró campeón de América por duodécima vez, en 1987 por decimotercera vez.

#### Mundial de México 1986
Los uruguayos volvieron a la Copa Mundial recién en 1986, donde compartió grupo con Escocia, Alemania, y Dinamarca. Se creía que podrían clasificar segundos detrás de los teutones, pero los daneses le propinaron a Uruguay la mayor goleada en su historia en mundiales por 6 a 1. A pesar de eso clasifica a octavos, solo con 2 puntos, producto de ambos empates contra alemanes (1 a 1) y escoceses (0 a 0). Para octavos, lo esperaba la Argentina con Maradona, y a pesar de que el partido fue disputado, solo se definió con un gol de Pasculli, dando el resultado a favor de Argentina por 1 a 0, y eliminando a los charrúas.

### Crisis y decadencia a nivel institucional (1990-2006)
Eduardo Galeano, renombrado escritor y poeta uruguayo, describió esos fracasos de su selección compatriota en una columna en 2007: 

Si aprendiéramos de "la memoria del Maracaná", todo bien, pero no, nos refugiamos en la nostalgia cuando sentimos que nos abandona la esperanza, porque la esperanza exige audacia y la nostalgia no exige nada.

En la edición 1990, quedó eliminado en octavos de final.

La selección no clasificó en 1994 y 1998.

En 2002 no superó la primera fase.

### La era Óscar Tabárez (2006-2021)

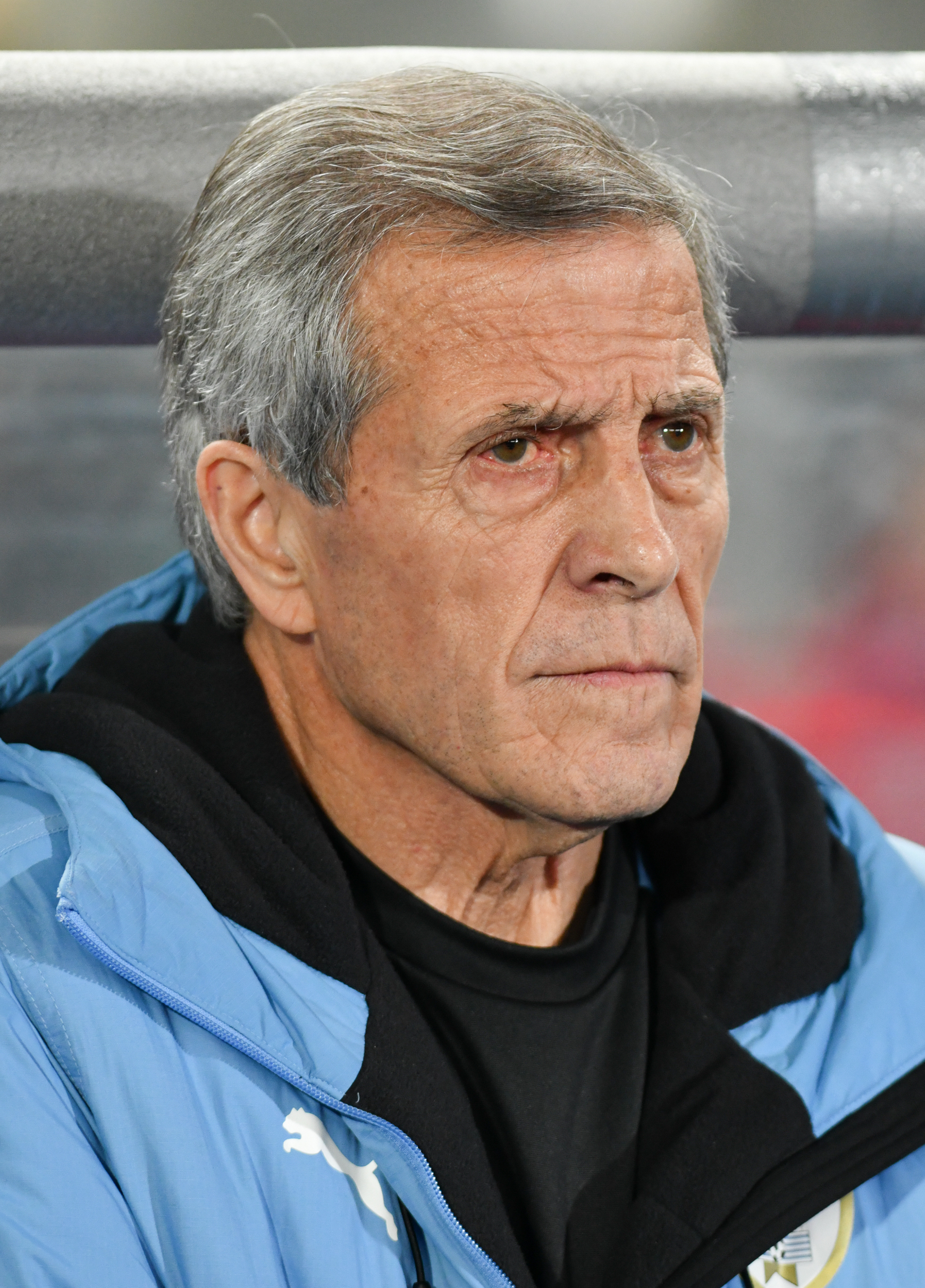
Óscar Tabárez, entrenador con más encuentros al frente del seleccionado.

El 7 de marzo de 2006 asume nuevamente como director técnico de la selección uruguaya "el maestro" Tabárez. Siendo que Uruguay había quedado afuera del Mundial 2006 al perder el repechaje con Australia, inició una temporada de amistosos hasta la llegada de la Copa América 2007. Su primer partido al mando fue recién 2 meses más tarde, el 21 de mayo de 2006, con una victoria por 1-0 a Irlanda del Norte. El saldo de aquella temporada de amistosos fue de 8 victorias, 2 empates y 2 derrotas.
Para la Copa América 2007, Uruguay no partía como favorito, algo que se hizo frecuente con el pasar de los años, sobre todo después de no lograr clasificarse para la Copa Mundial de fútbol de 2006 en Alemania. Uruguay quedó en el grupo A de clasificatorias junto con Venezuela, Perú y Bolivia. Debutó el 26 de junio de 2007 frente a Perú en donde sorpresivamente cayó goleado 3 a 0. Para la fecha siguiente se enfrentó a Bolivia, considerado el combinado más débil del grupo, y consiguió la victoria solo por 1 a 0. Para la última fecha debió enfrentarse a los locales, con quienes empataron 0 a 0, finalizando tercero en su grupo con 4 puntos. A pesar de la dificultad de clasificarse en la primera fase, el equipo charrúa fue mejorando notablemente. Debido a los resultados de la primera fase y al fixture de la segunda fase, Uruguay se volvió a enfrentar a Venezuela, y a pesar del favoritismo de los locales, Uruguay terminó imponiéndose por 4 a 1. Ya en semifinales se enfrentaron a Brasil, en un partido reñido que quedó en empate 2 a 2, se tuvieron que ir a penales en donde el equipo brasileño ganó por 5 a 4 (Brasil a la postre terminó campeón del torneo venciendo a Argentina en la final por 3 a 0). En el partido por el tercer puesto, Uruguay se enfrentó a México, adelantándose con un tanto de Sebastián Abreu, pero finalmente cayó por 3 a 1, finalizando cuarto en el torneo.
A fines de 2007, Uruguay empezó a jugar las eliminatorias para el Mundial 2010. Después de un comienzo pobre, donde peligró la clasificación, Uruguay logró clasificar al repechaje para enfrentarse a Costa Rica. Tras ganar el partido de ida en San José por 1-0, la Celeste selló su clasificación al empatar 1-1 en Montevideo. Así, fue la última selección en clasificar a la cita mundialista.

#### Éxito a principios de la década de 2010 (2010-2014)
No sería hasta 2010 cuando Uruguay regresaría al éxito mundial al llegar a las semifinales de la Copa Mundial de Fútbol después de cuarenta años, tras vencer en cuartos de final a Ghana en un apretado partido que se saldó con un alargue y una definición por penales muy trabajada. Compartió grupo con el local, Francia, y México, un grupo complicado donde se decía que era el Grupo de la Muerte. Arrancó con un empate con Francia, aburrido, pero luego sorprendió al local Sudáfrica, por 3 a 0 (destacando que desde 1954 que no vencía por más de tres goles), donde empezaría a formarse la figura de Diego Forlán. Luego cerró el grupo con otra victoria, 1 a 0 a México, quedando primero en el grupo, cosa que no ocurría desde el mundial de 1954. En octavos le tocó Corea del Sur, partido trabado que se definió en el alargue con gol de Luis Suárez, por 2 a 1. Luego llegó el mejor partido del mundial, donde igualaría 1 a 1 con Ghana, y lo superaría por penales, con la recordada picada de Sebastián Abreu. Lo más destacable fue la última jugada del partido en dónde Luis Suárez atajó un remate ghanés con la mano significando penal para Ghana y la expulsión de Suárez del partido, sin embargo, Asamoah Gyan el encargado de patear terminó estrellando el penal en el travesaño dejando con vida a Uruguay. En semifinales, cayó frente a la selección de los Países Bajos, y por el tercer puesto volvería a caer esta vez frente a la Alemania por 3 a 2 terminando su estadía en Sudáfrica y finalizando cuarto en el Mundial. Uruguay se ubicó como el mejor equipo sudamericano del torneo, dejando una huella indeleble de entrega, sacrificio y amor por la camiseta. Uruguay llegó a estar 2-1 a favor, tras un gol de media volea de Diego Forlán a los 50’. Jansen y Khedira volvieron a poner 3-2 a Alemania arriba. Faltando sólo minutos para el final, Forlán estrelló un remate en el travesaño que podría haber cambiado el resultado. De estar en el 20.º puesto del ranking FIFA en 2009, Uruguay subió al 3.º puesto en 2010, su mejor ubicación en la historia. El dato destacado fue que ganó 3 partidos, cosa que no desde el mundial 1954, nuevamente.

Partido entre y Uruguay por los cuartos de final de la Copa América 2011.

En el año 2011, en la ciudad de Buenos Aires, se consagró campeón de la Copa América por decimoquinta vez (15) y rompería el empate con Argentina (14), donde ambas selecciones estaban empatadas con 14 Copas América durante muchos años. Goleó en la final a Paraguay por 3 a 0 en el Estadio Monumental, y previamente eliminó al local en Cuartos por definición de penales.
Tras coronarse en la Copa América 2011, la selección de Uruguay se convirtió en la más ganadora de Copas América, habiendo conquistado esta en quince oportunidades, seguido por Argentina con catorce y Brasil con ocho. Además logró consagrarse campeón de manera invicta en todos los torneos que organizó.

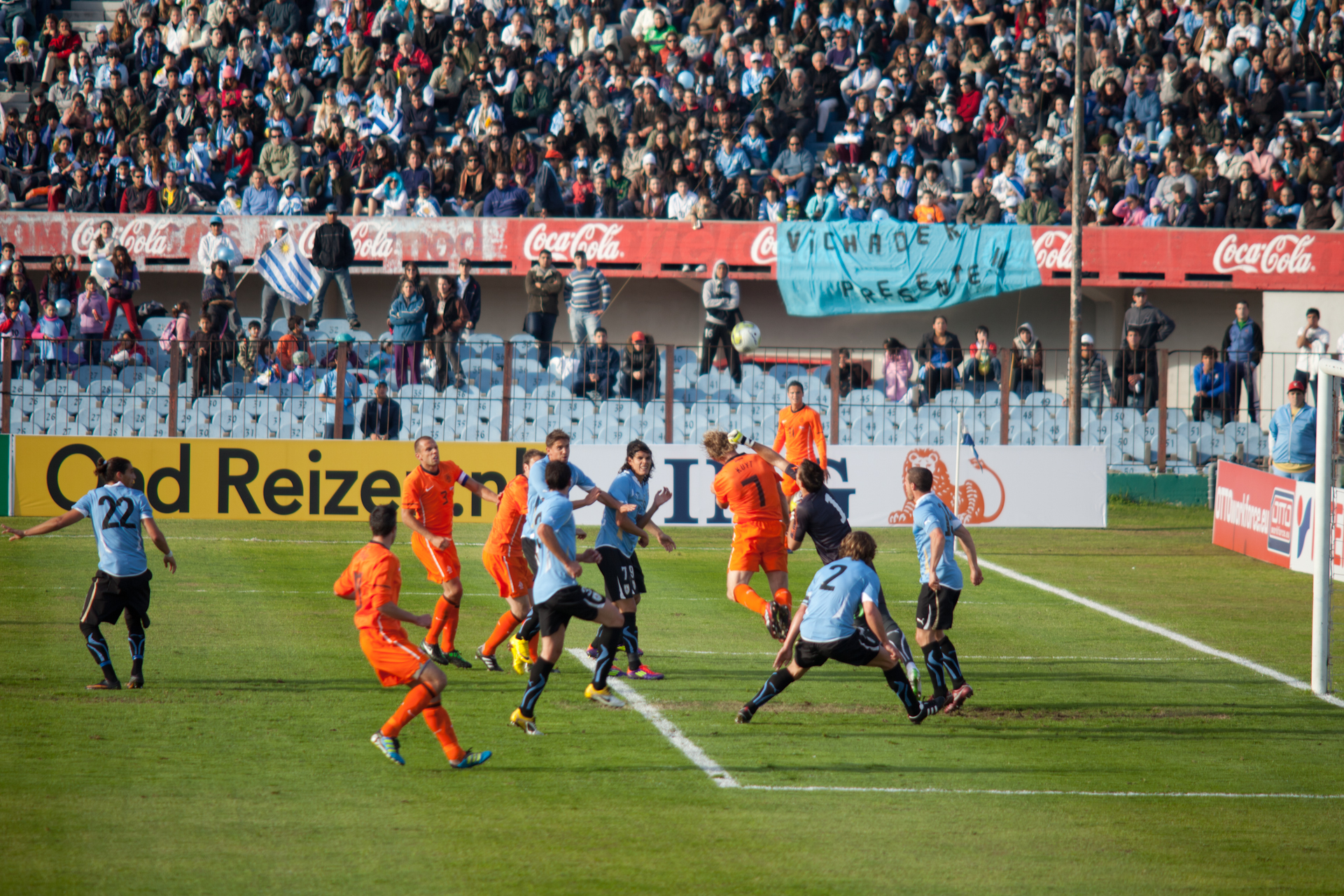
Amistoso entre Uruguay y Países Bajos.

Al principio de las eliminatorias para el Mundial 2014, Uruguay continuó con el buen momento que arrastraba de la conquista de la Copa América. Se mantuvo en el 1.º puesto de las eliminatorias durante 3 fechas, y entre los primeros 3 puestos durante 6 fechas, con victorias resonantes como el 4-2 a Bolivia el 7 de octubre de 2011 en la fecha 1, y la goleada por 4-0 a Chile el 11 de noviembre de 2011 en la fecha 3 donde Suárez hizo un póker (metió los 4 goles). Además permaneció invicto al cosechar 3 victorias y 2 empates.
Sin embargo a partir de la fecha 7 se produce una recaída uruguaya. Comienza una seguidilla de 6 partidos sin ganar, con 2 empates y 4 derrotas, con goleadas en contra como el 4-0 en Barranquilla ante Colombia el 7 de septiembre de 2012 en la fecha 7, el 3-0 en Mendoza ante Argentina el 12 de octubre de 2012 en la fecha 9, y el 4-1 en La Paz ante Bolivia el 16 de octubre de 2012 en la fecha 10. De estar entre los primeros 3 puestos, cae drásticamente y para la fecha 13 estaba en el 7.º puesto, muy lejos de los puestos de clasificación.
No obstante, se recupera a partir de la fecha 14. En aquella fecha, jugada el 11 de junio de 2013, vence de visitante a Venezuela en Ciudad Guayana por 1-0 y sube al 5.º puesto, que otorga repechaje.
Entre las fechas 14 y 15 de las eliminatorias, Uruguay disputó la Copa Confederaciones 2013, tras haber clasificado a la misma al ganar la Copa América 2011. Debutó el 16 de junio de 2013 en fase de grupos con una derrota por 2-1 contra la campeona vigente del mundo, España, pero se recuperó con una victoria por el mismo marcador contra Nigeria y más tarde con una goleada humillante por 8-0 contra el casi amateur Tahití. De esta forma pasó a semifinales como 2.º del grupo. Pero en semifinales de la copa, fue eliminado por Brasil con una derrota por 2-1, y más tarde el 30 de junio de 2013 perdería el partido por el tercer puesto contra Italia luego de un empate 2-2 donde perdió en penales, terminando así Uruguay en la cuarta posición.
El 6 de septiembre de 2013 logra una victoria clave de visitante ante un rival directo como Perú por 2-1. Le sigue una victoria de local 4 días después ante Colombia por 2-0, pero los resultados de sus competidores más cercanos (Ecuador, Chile y Colombia) no ayudan a subir del 5.º puesto ya que ellos también consiguen buenos resultados, y se mantienen por encima de Uruguay en la tabla. La derrota de visitante en Quito ante Ecuador por 1 a 0 el 11 de octubre de 2013 por la fecha 17 (penúltima) tampoco ayuda, y para la fecha 18 (última) 4 días después, debía conseguir una victoria fantástica por 5 goles o más contra la líder de las eliminatorias, Argentina, para asegurarse un puesto de clasificación directa. Argentina, ya clasificada con comodidad unas fechas antes, presentó un equipo "C" con numerosos suplentes, pero aun así Uruguay solo ganó por 3-2 y finalizó quinta en las eliminatorias para el Mundial 2014.
Por lo que debió jugar el repechaje contra Jordania, ganadora de la quinta ronda en las eliminatorias asiáticas para el Mundial 2014. Pero se clasificó con comodidad luego de una goleada de visitante 5-0 en Amán el 13 de noviembre de 2013, y 7 días después con un empate de local 0-0.

#### Copa del Mundo 2014
En 2014, la selección charrúa jugaría el Mundial de Brasil debutando con derrota ante la sorpresiva Costa Rica por 3 a 1, los ticos se convertirían a la postre en la revelación del Mundial. En su segundo partido ganaría ante Inglaterra 2 a 1 con un doblete de Luis Suárez en un muy intenso partido táctico, y con el dato de que venceria a un europeo luego del mundial de 1970, y a un campeón del mundo desde que venció a la misma selección inglesa por 4 a 2, en 1954. Para la última fecha del grupo enfrentó a Italia que llegaba con la misma cantidad de puntos pero con mayor diferencia de goles; finalmente triunfaría 1 a 0 con gol de Diego Godín al minuto 79' y clasificaría a octavos. Ese partido fue más recordado por la polémica ocasionada por la "mordida" de Suárez al italiano Chiellini, acto que le costó al uruguayo la suspensión de la FIFA dejándolo sin Mundial.
En octavos de final su rival sería Colombia, selección con la cual termina perdiendo 2 a 0 con un doblete de James Rodríguez, uno de ellos un notable gol de volea que fue votado como el gol más hermoso del mundial en una encuesta en línea de la FIFA. Eliminado en octavos de final, Uruguay finaliza su participación en el Mundial dejando una imagen polémica, con la mordida de Suárez, la ausencia de alternativas ante su suspensión, el nivel disminuyente de sus figuras que habían brillado años atrás, y la falta de recambio generacional que siembra dudas de cara al futuro.

#### Copa América 2015
Afronta una temporada de amistosos entre el Mundial 2014 y el inicio de la Copa América 2015, terminando invicto con 2 empates y 6 victorias, muchas de ellas de visitante como el 2-0 a Japón en Sapporo el 5 de septiembre de 2014, y el 2-1 a Chile en Santiago el 18 de noviembre de 2014. Previo al inicio de la Copa América 2015, se habían generado dudas acerca de cómo formar el equipo, siendo que aún pesaba sobre Suárez la suspensión por partidos oficiales, y que otros jugadores se habían retirado por lo que se requería un recambio generacional, sumado a que los nuevos jugadores jóvenes no mostraban jerarquía.
Comienza Uruguay su campaña en la Copa América 2015 en fase de grupos el 13 de junio de 2015, con una notable victoria por 1-0 ante Jamaica, en un encuentro donde Uruguay dominó de principio a fin pero tuvo la desgracia de solo anotar un gol. Tres días más tarde perdió con Argentina por 1-0 en un partido muy apretado, donde a pesar de que Argentina tuvo más el balón, Uruguay tuvo más situaciones de gol. Luego, empató 1-1 con Paraguay, con dominio notable de los celestes en todo el partido, con lo que quedó como 3.º del grupo, pero igual clasificó a cuartos de final de la copa como uno de los mejores terceros. Sin embargo, Uruguay se enfrenta a la Selección Chilena y cae por 1 a 0, quedando eliminado de la Copa.

#### Copa América 2016 (Centenario)
En junio de 2016, Uruguay participó en la Copa América Centenario, edición especial que conmemora el aniversario n°100 de la primera edición de la Copa América, la cual había ganado Uruguay. Con Suárez fuera de la cancha por lesión, el equipo debutó con derrota ante México por 3 a 1 con un autogol de Álvaro Pereira y goles de Rafael Márquez y Héctor Herrera y para el descuento charrúa lo marcaría Diego Godín. Días después en su segundo partido enfrentó a Venezuela donde caería por la mínima diferencia con un gol de Salomón Rondón, certificando su eliminación de la Copa América en primera ronda. Uruguay no quedaba eliminada en la primera fase de la Copa América desde Bolivia 1997.

#### Eliminatorias para Rusia 2018
Después del fracaso de Uruguay en la Copa América 2015, el equipo de Tabárez se concentró en el inicio de las Eliminatorias rumbo a Rusia 2018, En octubre de 2015 iniciaría Uruguay la eliminatoria visitando en la primera fecha a Bolivia en la altura de La Paz consiguiendo su primera victoria en territorio Boliviano por 0-2 con goles de Martín Cáceres y Diego Godín, en la segunda fecha los uruguayos recibieron en casa a Colombia en Montevideo donde derrotarían a los cafeteros por 3-0 con goles de Diego Godin, Diego Rolán y Abel Hernández llegando a 6 puntos en el primer lugar de la tabla, En noviembre se reanudaron las fechas 3 y 4 de las Eliminatorias donde en la tercera jornada, Uruguay visitó a Ecuador en Quito donde caerían por 2-1 con goles de los ecuatorianos Felipe Caicedo y Fidel Martínez, mientras que para los charrúas descontó Edinson Cavani y, en el último partido de 2015, los uruguayos recibieron a Chile en Montevideo reviviendo el partido de la Copa América donde Chile eliminó a Uruguay en Santiago, en esta ocasión los charrúas tomarían venganza de aquel encuentro y golearon al vigente campeón de América por 3-0 con goles de Diego Godin, Álvaro Pereira y Martín Cáceres finalizando en la segunda casilla con 9 unidades detrás del ese entonces líder Ecuador.
En marzo de 2016 iniciaría el año con la reanudación de las fechas 5 y 6 de las eliminatorias, donde en la quinta fecha los uruguayos ya contaban con la presencia de Luis Suárez viajaron a la ciudad brasileña de Recife para enfrentarse con Brasil donde empatarían 2-2 con tantos de los locales Willian y Renato Augusto mientras para los de la visita marcaría Edinson Cavani y precisamente Luis Suárez. En la sexta fecha, Uruguay recibió en Montevideo la visita de Perú donde vencerían a los incas 1-0 con gol de Edinson Cavani retomando el primer lugar de la eliminatoria con 13 puntos. Después de la penosa participación de Uruguay en la Copa América Centenario Uruguay afrontaría en septiembre las fechas 7 y 8 de las eliminatorias donde en la séptima jornada los charrúas visitaron a Argentina en la ciudad de Mendoza donde perderían por la mínima diferencia con gol de Lionel Messi, en la octava fecha recibieron en Montevideo la visita de su similar de Paraguay donde derrotarían por goleada a los guaraníes por 4-0 con goles de Luis Suárez, Cristian Rodríguez y un doblete de Edinson Cavani. En octubre volvieron las eliminatorias con las fechas 9 y 10 donde en la novena fecha los uruguayos recibieron en Montevideo la visita de Venezuela donde sin piedad golearon a la Vinotinto por 3-0 con goles de Edinson Cavani por doblete y Nicolás Lodeiro cerrando la primera ronda y en la décima fecha comenzaría la segunda vuelta de las eliminatorias donde los uruguayos visitaron a Colombia en la calurosa Barranquilla donde empatarían ambas escuadras 2-2 con goles de Abel Aguilar y Yerry Mina para los colombianos, mientras que para la Celeste marco Cristian Rodríguez y Luis Suárez y en noviembre de 2016 culminarían las dos últimas fechas del año donde en la fecha 11 los charrúas recibieron la visita de Ecuador en Montevideo donde ganarían por 2-1 con goles de Sebastián Coates y Diego Rolán mientras para la visita marcaría Felipe Caicedo y en la fecha 12, los de Tabarez visitaron a Chile en Santiago donde caerían derrotados por 3-1 con goles de los Chilenos Eduardo Vargas y por doblete marco Alexis Sánchez y para los uruguayos marcó Edinson Cavani finalizando el año en la segunda posición con 23 puntos.
En marzo de 2017 inició la recta final de las eliminatorias rumbo al Mundial de Rusia 2018 con las fechas 13 y 14 donde en la decimotercera jornada, Uruguay recibió en casa la visita de Brasil en Montevideo donde Uruguay cayó goleado en casa por 1-4 con goles de Neymar y una tripleta de Paulinho mientras Edinson Cavani marcaría el descuento. La última derrota de Uruguay como local por Eliminatorias había sido ante Argentina 0-1 en el año 2009 (Clasificatorias a Sudáfrica 2010), ya que en la Eliminatoria anterior hacia Brasil 2014 no perdió ningún partido en casa. En la fecha 14, Uruguay siguió en caída libre al perder en su visita en Lima ante Perú por 2-1 donde empezarían ganando con un gol de Carlos Sánchez pero los locales remontarían a través de Paolo Guerrero y Edison Flores bajando al tercer lugar de las eliminatorias con los mismos 23 puntos igualando con Chile siendo superado por Brasil y Colombia. A finales de agosto y comienzos de septiembre se reanudaron las Eliminatorias con las fechas 15 y 16 donde la Celeste recibió la visita de Argentina en Montevideo, consiguiendo un empate sin goles, y en la fecha 16 visitando a su similar de Paraguay en Asunción donde consiguió una histórica victoria como visitante por Eliminatorias, por un marcador de 1-2 con gol del juvenil Federico Valverde en su debut en la selección mayor, que le permitió subir al segundo puesto de la tabla con 27 puntos. En octubre finalizaron las Eliminatorias hacia Rusia 2018 con las dos últimas fechas, donde en la fecha 17 visitaron a Venezuela en San Cristóbal donde empataron sin goles y, en el último partido, en la fecha 18 recibieron la visita de Bolivia en Montevideo donde la Celeste selló su clasificación al vencer a los del altiplano por 4-2, quedando en la 2.ª posición con 31 puntos; siendo la primera vez que clasifica directamente a un mundial desde que se implementó el sistema de todos contra todos en las Eliminatorias para Francia 1998.

#### Copa del Mundo 2018
Para afrontar este nuevo campeonato mundial, Uruguay realizó una preparación que comenzó en noviembre de 2017, cuando se midió ante las selecciones de Polonia y Austria, empatando sin goles con el elenco polaco y perdiendo frente a los austriacos por 2 a 1. En marzo de 2018 sigue esta preparación con la disputa de la China Cup, donde enfrentó a la selección de República Checa donde ganó por 2 a 0, lo que le daría acceso a la final que disputó frente a Gales donde también consiguió la victoria, esta vez por 1 a 0. Por último, el 7 de junio de 2018, se enfrentó a Uzbekistán en un amistoso de preparación para dicho certamen que fue a su vez de despedida antes de marcharse a Rusia donde Uruguay ganó por 3-0.
Uruguay comenzó su participación en la Copa del Mundo el 15 de junio, con una victoria agónica frente a la selección egipcia por 1 a 0 con gol de José María Giménez quien convirtió el gol de la victoria en el minuto 89 de juego. En la segunda fecha de la fase de grupos Uruguay enfrentó a Arabia Saudita, donde consiguió la victoria con un tanto de Luis Suárez. Finalmente se enfrentó a la selección local que venía motivada por las victorias ante Arabia Saudita y Egipto (5 a 0 y 3 a 1 respectivamente), a pesar de esto, Uruguay logró vencer al anfitrión por 3 goles a 0, cerrando de esta forma su participación en fase de grupos y clasificando a octavos de final con la totalidad de los puntos ganados y con la valla invicta.
Una vez clasificada como primera del Grupo A, la selección uruguaya, debía enfrentarse al segundo del Grupo B, que en esta edición fue Portugal. Tras un duro duelo entre uruguayos y portugueses, los sudamericanos se llevaron la victoria y el pase a cuartos de final tras vencer a los Lusos por 2 a 1, con doblete de Edinson Cavani. Cabe destacar que no pudo ser parte de la partida el defensa uruguayo José María Giménez quién se lesionó en el partido frente a la selección rusa.
En cuartos de final Uruguay se enfrentó a la selección francesa, que venía de dejar fuera del campeonato a Argentina. En este partido no pudo jugar el delantero y figura de Uruguay Edinson Cavani, ya que cargaba con una lesión tras el partido con Portugal que lo obligó a dejar la cancha y a no disputar el encuentro frente a los franceses. Este encuentro resultó con la derrota uruguaya por un marcador de 2 a 0, un gol del defensa Raphaël Varane y otro del delantero Antoine Griezmann con ayuda de un movimiento inesperado del balón que dejó sin reacción acertada a Fernando Muslera. De esta forma la selección charrúa abandonaba el certamen quedando en la quinta posición en la tabla general del campeonato.

#### Escándalo en la AUF
El 28 de julio de 2018, se filtraron grabaciones de conversaciones del año 2016 entre Wilmar Valdez, presidente de la AUF, y Walter Alcántara, empresario vinculado al fútbol. Este último representaba a una empresa que se había presentado a una licitación para instalar cámaras de identificación facial en algunos estadios de Montevideo. La empresa había perdido el concurso frente a otra, que luego se supo la había superado ampliamente en eficiencia en las pruebas realizadas a los dispositivos de seguridad que presentaban. Sin embargo, en los audios grabados, se escuchan comentarios de Valdez en los que señalaba que ya estaba predeterminado la empresa que iba a ganar antes de realizarse la licitación, porque así lo había dispuesto el Ministerio del Interior. Estas revelaciones, entre otras y considerando la falta de apoyo que tenía Valdez, lo hicieron desistir de presentarse a las elecciones de la AUF (fijadas para el 31 de julio) y renunciar a la presidencia, el 30 de julio. Los otros candidatos a la presidencia, Arturo del Campo y Eduardo Abulafia, no obtuvieron los votos suficientes en las elecciones, por lo que se llamó a un cuarto intermedio hasta el 21 de agosto. Sin embargo, el mismo 21 de agosto, la FIFA decide intervenir la AUF a raíz de las irregularidades que estaban ocurriendo y porque los estatutos de la última no se habían ajustado a los que exigía la máxima organización de fútbol mundial. La intervención supuso la creación de un comité de regularización que se encargará de administrar la AUF, ajustar los estatutos, y organizar elecciones, extendiéndose su mandato hasta el 28 de febrero de 2019.
Entretanto, había finalizado el contrato de Tabárez como entrenador de la selección luego del Mundial de Rusia. Si bien inicialmente existían intenciones de renovar el contrato, a partir del escándalo descripto y la falta de un gobierno definitivo en la AUF, la misma se pospuso. Hasta la elección de un entrenador, Fabián Coito se hizo cargo de forma interina de la selección, dirigiendo su primer y único partido con goleada 4:1 frente a México, el 7 de septiembre, en Houston, Estados Unidos.
El 21 de septiembre de 2018, la Comisión Reguladora encabezada por Pedro Bordaberry resolvió renovar el contrato de Óscar Washington Tabárez como director técnico de la selección uruguaya hasta el año 2022.

#### Copa América 2019
La Celeste tomó como punto de partida el final de la Copa Mundial de la FIFA 2018, en la cual quedó eliminada en los cuartos de final por 0-2 ante Francia. En el periodo comprendido entre septiembre de 2018 y marzo de 2019, el elenco charrúa disputó un total de siete partidos, cosechando tres victorias y cuatro derrotas.
Uruguay finalizó su participación en la Copa América 2019 en los cuartos de final, tras caer en la definición por penales ante Perú, luego de igualar sin goles en los 90 minutos de juego. Previamente, había ganado el Grupo C con 7 puntos obtenidos al vencer al seleccionado de Ecuador por 4-0 y al de Chile por 1-0, y al empatar ante Japón por 2-2.

#### Copa América 2021
Debido a la pandemia de COVID-19 la Copa América a disputarse en Argentina y Colombia, que estaba originalmente prevista para mediados de 2020, debió ser reprogramada para junio y julio de 2021, a disputarse en Brasil. Uruguay disputó el grupo a frente a Argentina, con quien perdió por 1 a 0, con Chile, con quien empató 1 a 1, Bolivia y Paraguay, con quienes ganó 2 a 0 y 1 a 0, respectivamente. Uruguay se posicionó segundo en el grupo A con 7 puntos. En cuartos de final, la Celeste cayó derrotada en la tanda de penales (2 a 4) ante Colombia tras empatar a 0, finalizando así su participación.

### Fin de la era Tabárez
Copa América 2021 y Eliminatorias para Catar 2022
En marzo de 2020, el cuadro charrúa debía disputar los dos primeros partidos de las eliminatorias para la Copa Mundial de 2022, ante Chile en Montevideo y frente a Ecuador en Quito; sin embargo, la pandemia de COVID-19 originada a fines de 2019 provocó que tales partidos fueran definitivamente postergados. Finalmente las eliminatorias comenzarían para Uruguay el 8 de octubre de 2020, cuando tuvo que enfrentarse a la selección chilena en Montevideo, venciendo 2 a 1, y a la selección de Ecuador como visitante, perdiendo 4 a 2. En la siguiente ventana de eliminatorias vencería a Colombia en Barranquilla y perdería ante Brasil en Montevideo.
Debido a la pandemia de COVID-19 la Copa América a disputarse en Argentina y Colombia, que estaba originalmente prevista para mediados de 2020, debió ser reprogramada para junio y julio de 2021, a disputarse en Brasil. Uruguay disputó el grupo a frente a Argentina, con quien perdió por 1 a 0, con Chile, con quien empató 1 a 1, Bolivia y Paraguay, con quienes ganó 2 a 0 y 1 a 0, respectivamente. Uruguay se posicionó segundo en el grupo A con 7 puntos. En octavos de final, la Celeste cayó derrotada en la tanda de penales (2 a 4) ante Colombia tras empatar a 0, finalizando así su participación.
En septiembre, Uruguay empata con Perú, vence a Bolivia y a Ecuador. Tras estos resultados, el rendimiento de la Celeste comenzó a caer, empatando sin goles ante Colombia y siendo vencida en una goleada ante Argentina y Brasil, lo que hacía poner en duda la clasificación uruguaya a Catar y la continuidad de Tabárez como director técnico de la selección uruguaya. Estas dudas se agravaron cuando los uruguayos perdieron por goleada ante Bolivia y nuevamente fueron derrotados por Argentina. A falta de cuatro fechas para el final de las eliminatorias, Uruguay se encontraba en la séptima posición de la clasificación. Ante esta situación, se decidió desde la AUF dar fin a la dirigencia de Óscar Tabárez en noviembre de 2021.

### Copa del Mundo de 2022
En enero de 2022, tras un período de toma de decisión, se oficializa la contratación de Diego Alonso para, en principio, el resto de las eliminatorias mundialistas y la posible clasificación al mismo.
Con la llegada de Diego Alonso, llegaron también nuevas caras a la selección, como la de Facundo Pellistri, quien sería pieza clave en tres de las últimas cuatro fechas de eliminatorias, destacando en la victoria ante Venezuela, donde otorgó dos asistencias de gol. Otros jugadores que fueron novedad son el caso de Sergio Rochet, quien se hizo con la titularidad en el arco, Leandro Cabrera y Sebastián Sosa.
En la primera doble fecha de eliminatorias Uruguay logró vencer a Paraguay de visitante y golear a Venezuela en el estadio Centenario, logrando reposicionar a la selección uruguaya en la zona de clasificación directa. Tras la segunda doble fecha, donde en un polémico partido la Celeste vence a Perú y posteriormente a Chile, se concretó la clasificación uruguaya a la Copa del Mundo de 2022, ocupando la tercera posición.
En abril de 2022 se realizó el sorteo de la fase de grupos de la Copa del Mundo de 2022, donde se definió que Uruguay compartirá el grupo H con los seleccionados de Portugal, Ghana y Corea del Sur.
Ya en el Mundial de Catar, Uruguay debutó con un decepcionante empate sin goles 0-0 ante Corea del Sur mostrando un nivel bastante flojo, en su segunda salida ante Portugal, la Celeste volvió a decepcionar al caer por 2-0 estando al borde de la eliminación y dependiendo de otros resultados, ya en la última fecha de fase de grupos, Uruguay mejoró notablemente su nivel venciendo a Ghana por 0-2; pero en el duelo simultáneo entre Corea del Sur y Portugal, los surcoreanos derrotaron a los lusos por 2-1, ganándole la 2.ª posición a los charrúas por diferencia de goles, dejando a Uruguay eliminado en primera ronda, algo que no ocurría desde el Mundial de Corea del Sur-Japón 2002, completando un fracaso y el adiós definitivo de jugadores leyendas como Fernando Muslera, Martín Cáceres, Diego Godín, Edinson Cavani y Luis Suárez.

#### Eliminatorias para Norteamérica 2026
Después del fracaso en el Mundial de Catar 2022, la selección comenzó a realizar el proceso de renovación con la llegada de Marcelo Bielsa al banquillo, inicio una vez más las eliminatorias para el Mundial de Norteamérica 2026 donde en la primera fecha en septiembre de 2023 recibió la visita de Chile en Montevideo, saliendo victorioso por un marcador de 3-1 con goles de Nicolás de la Cruz por doblete y Federico Valverde para los "Charrúas" mientras que para los chilenos marco Arturo Vidal para el descuento. En la segunda fecha, la celeste visito a Ecuador en Quito donde cayó por 2-1, para los locales marcó por doblete Félix Torres mientras que Agustín Canobbio marco el descuento, quedando en la 4.ª posición con 3 unidades. En octubre de 2023, la eliminatoria siguió en curso con las fechas 3 y 4 donde en la tercera jornada, visitó a Colombia en Barranquilla donde en un vibrante partido los cafeteros y charrúas igualaron 2-2 con goles de Mathías Olivera y Darwin Núñez para la celeste mientras que para los cafeteros marco James Rodríguez y Mateus Uribe, en la cuarta fecha recibió la visita de Brasil en Montevideo siendo el mejor partido para Uruguay logrando vencer a los brasileños por 2-0 con goles de Darwin Núñez y Nicolás de la Cruz subiendo a la 2.ª posición con 7 puntos. En noviembre de 2023 se reanudaron las fechas 5 y 6 y las últimas del año 2023 donde en la quinta jornada la "celeste" visitó en Buenos Aires a la actual campeona del Mundo Argentina siendo una de las mejores exhibiciones y el mejor planteo de los uruguayos logrando neutralizar y consiguiendo derrotar por primera vez a los argentinos en territorio gaucho por 0-2 con goles de Ronald Araujo y Darwin Núñez. En la sexta fecha recibió en Montevideo a Bolivia siguiendo la racha positiva goleando por 3-0 a los bolivianos con dos goles de Darwin Núñez y un autogol de Gabriel Villamíl estando en la 2.º casilla con 13 unidades, solamente detrás de Argentina.

#### Copa América Estados Unidos 2024
Uruguay afrontaría una nueva edición de la Copa América en búsqueda del título 16.º donde quedó ubicada en el Grupo C junto al anfitrión Estados Unidos, Panamá y Bolivia, el 23 de junio, la celeste debutó ante Panamá en Miami saliendo victoriosa por un marcador de 1-3 con goles de Maximiliano Araújo, Darwin Núñez y Matías Viña para la celeste mientras que para el equipo panameño descontó Michael Murillo, en su segunda salida se enfrentó a Bolivia en Nueva York donde vapuleó al equipo boliviano por 5-0 con tantos de Facundo Pellistri, Darwin Núñez, Maximiliano Araújo, Federico Valverde y Rodrigo Bentancur clasificando anticipadamente mostrando un futbol agresivo y atractivo. En la última fecha de la fase de grupos, se enfrentó a la local Estados Unidos donde nuevamente derrotó por la mínima 0-1 al equipo norteamericano con gol de Mathías Olivera, clasificando como líder absoluto con 9 unidades. En cuartos de final, Uruguay se enfrentó al segundo clasificado del Grupo D quien era Brasil en la ciudad de Las Vegas donde igualaron sin goles forzando la serie a definición desde los penales siendo la celeste más efectiva, logrando eliminar a Brasil y clasificando a las semifinales de la Copa América luego de 13 años donde la última vez fue en la edición de 2011 saliendo campeona en aquella ocasión. En semifinales se enfrentó a Colombia en Charlotte siendo derrotada por primera vez por la mínima 0-1 con gol del colombiano Jefferson Lerma quedando eliminada del torneo continental. Uruguay jugara su último partido por el tercer lugar ante Canadá en Charlotte.

## Resultados

### Últimos partidos y próximos encuentros
Actualizado al último partido jugado el 10 de junio de 2025.
| Fecha      | Ciudad          | Local     | Resultado | Visitante | Competición                        |
| ---------- | --------------- | --------- | --------- | --------- | ---------------------------------- |
| 01-09-2024 | Fort Lauderdale | Guatemala | 1:1       | Uruguay   | Partido amistoso                   |
| 05-09-2024 | Montevideo      | Uruguay   | 0:0       | Paraguay  | Clasificación Copa Mundial de 2026 |
| 10-09-2024 | Maturín         | Venezuela | 0:0       | Uruguay   | Clasificación Copa Mundial de 2026 |
| 10-10-2024 | Lima            | Perú      | 1:0       | Uruguay   | Clasificación Copa Mundial de 2026 |
| 15-10-2024 | Montevideo      | Uruguay   | 0:0       | Ecuador   | Clasificación Copa Mundial de 2026 |
| 14-11-2024 | Montevideo      | Uruguay   | 3:2       | Colombia  | Clasificación Copa Mundial de 2026 |
| 19-11-2024 | Salvador        | Brasil    | 1:1       | Uruguay   | Clasificación Copa Mundial de 2026 |
| 21-03-2025 | Montevideo      | Uruguay   | 0:1       | Argentina | Clasificación Copa Mundial de 2026 |
| 25-03-2025 | El Alto         | Bolivia   | 0:0       | Uruguay   | Clasificación Copa Mundial de 2026 |
| 05-06-2025 | Asunción        | Paraguay  | 2:0       | Uruguay   | Clasificación Copa Mundial de 2026 |
| 10-06-2025 | Montevideo      | Uruguay   | 2:0       | Venezuela | Clasificación Copa Mundial de 2026 |
| 04-09-2025 | Montevideo      | Uruguay   | -:-       | Perú      | Clasificación Copa Mundial de 2026 |
| 09-09-2025 | Santiago        | Chile     | -:-       | Uruguay   | Clasificación Copa Mundial de 2026 |

## Uniforme

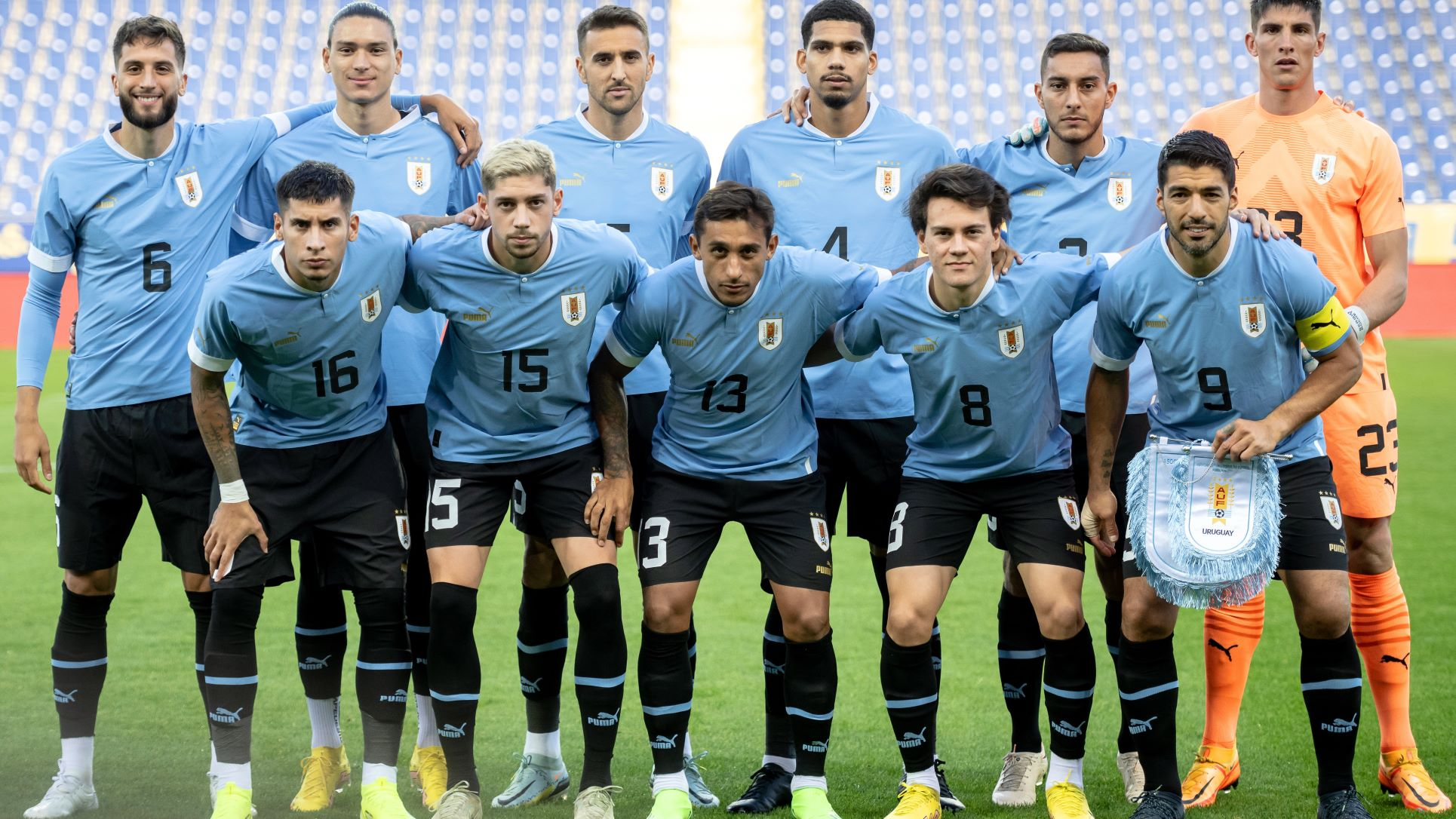
Selección de Uruguay, con su tradicional uniforme celeste.

### Local
Su primer partido internacional oficial y uniforme sería el 20 de julio de 1902 frente a la selección argentina, donde usaría una camiseta azul con una bandera en el pecho y una franja blanca para diferenciarse del rival, además de los pantalones negros, y medias blancas.
Durante ese tiempo experimentó con una gran cantidad de uniformes, hasta que en 1910, con motivo de disputarse la VI Copa Lipton frente a Argentina, esta comunicó oficialmente que había adoptado el uniforme celeste y blanco. 
Ante esto el delegado del Montevideo Wanderers, Ricardo Le Bas, propuso que Uruguay adoptara asimismo un uniforme oficial, pero quien hizo suya la moción fue Héctor Rivadavia Gómez, quien en aquella época era el dirigente de la Liga Uruguaya de Football.
Por entonces, el River Plate F. C. de Montevideo, tras obtener por segunda vez el Campeonato Uruguayo de Fútbol, venció al equipo porteño Alumni, jugando con su uniforme alternativo de color celeste. 
Debido a este logro, la selección uruguaya adquirió su uniforme celeste en honor al River Plate F. C.
| 1902 | (ver evolución) | Actual |  |

### Visitante
La camiseta alternativa de color rojo fue utilizada por primera vez durante el Campeonato Sudamericano de 1935, también conocido como el Sudamericano de Santa Beatriz. 
El último partido de dicho torneo fue disputado el 27 de enero de 1935 entre Argentina, que jugó con camiseta de color blanco; y Uruguay, con camiseta roja. Los charrúas lograron la victoria por 3:0 y el título sudamericano. 
La camiseta alternativa roja fue adoptada formalmente en 1991.
Anteriormente a 1991, en el mundial de 1970 en el partido contra Italia, se utilizó una camiseta alternativa color blanco. 
Esta se utilizó también en el Mundial de México 1986, en la Copa América 1987 (en la victoria en la semifinal frente a la Argentina de Maradona) y en el Mundial de Italia en 1990.
| 1950-1954 | 1962-1966 | 1970      | 1980-1983   | 1986      |
| 1987-1989 | 1990      | 1992-1994 | 1995-1998   | 1999-2000 |
| 2001-2002 | 2002-2003 | 2004      | 2005        | 2006-2007 |
| 2008-2009 | 2010-2012 | 2012-2014 | 2014-2016   | 2016-2017 |
| 2018-2020 | 2021-2022 | 2022-2023 | 2024-Actual |           |

### Tercer uniforme
Entre los años 2004 y 2005 la selección uruguaya contó con un tercer uniforme. 
Durante esos años, Uruguay lució una camiseta roja como visitante. 
Como tercera equipación lució una indumentaria de color blanco como la camiseta de visitante anterior a los años 1990 aunque solo la utilizó en partidos amistosos. 
Más tarde, en el año 2010 la camiseta de visitante de la selección uruguaya volvió a ser blanca después de mucho tiempo, remplazando la camiseta rojo que usó desde 1992 hasta 2009.
| 2002 | 2004 | 2005 |  |

| Periodo del acuerdo | Proveedor      |
| ------------------- | -------------- |
| 1974-1982           | Adidas         |
| 1983-1986           | Le Coq Sportif |
| 1987-1991           | Puma           |
| 1992-1998           | Ennerre        |
| 1999-2002           | Covadonga      |
| 2002-2004           | L-Sporto       |
| 2004-2006           | Uhlsport       |
| 2006-2023           | Puma           |
| 2024                | Sin proveedor  |
| 2024-presente       | Nike           |

## Instalaciones

### Estadio Centenario

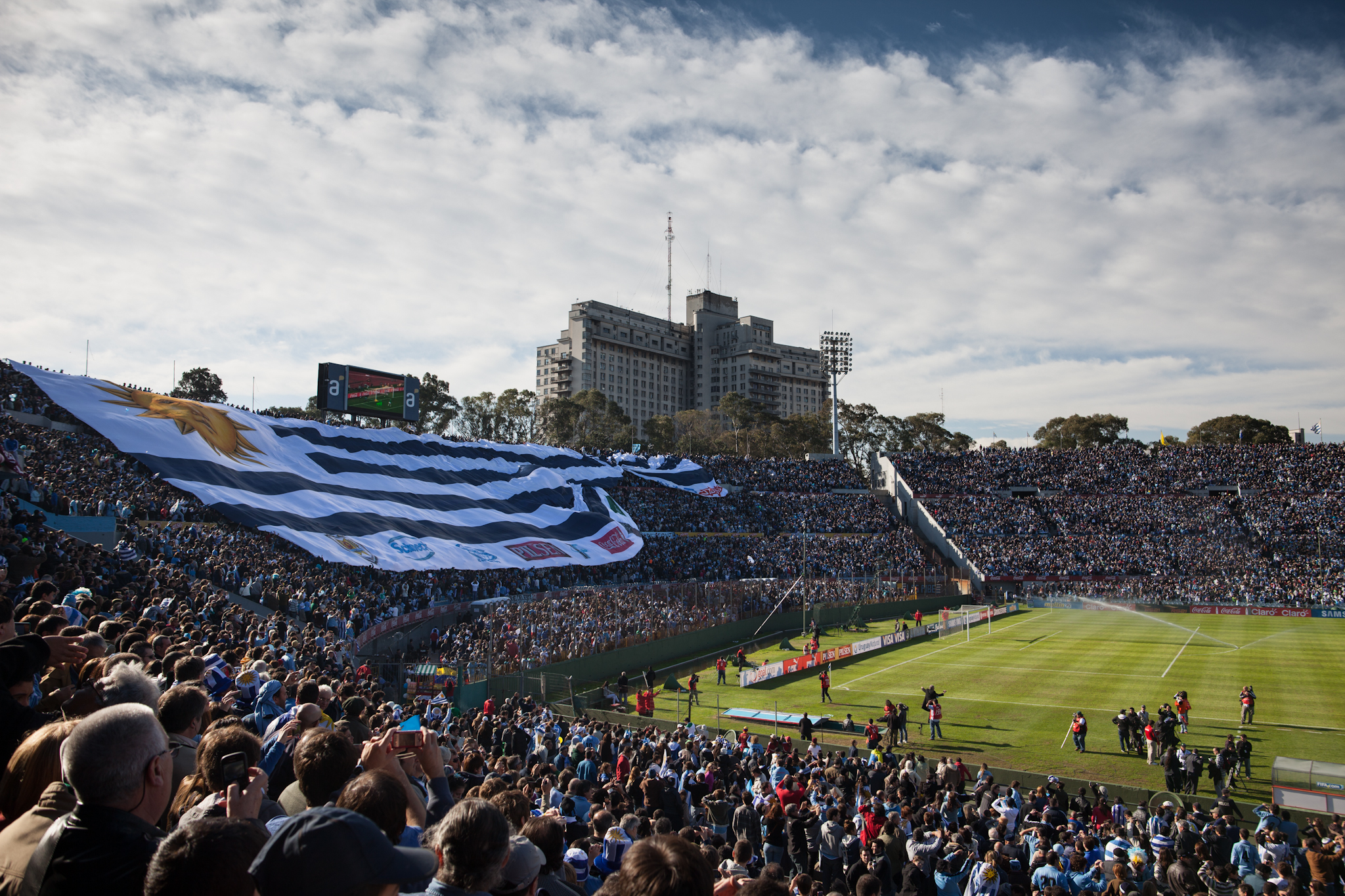
La Selección de fútbol de Uruguay, oficiando como local en el estadio Centenario.

La casa histórica de la selección uruguaya es el mítico Estadio Centenario. El escenario, con capacidad para 60 235 personas es administrado por la Comisión Administradora del Field Oficial (CAFO), compuesta por tres miembros de la Asociación Uruguaya de Fútbol y dos de la Intendencia de Montevideo.
El Centenario es el estadio con mayor capacidad de Uruguay y uno de los 15 más grandes de América. El 18 de julio de 1983, fue declarado por la FIFA como Monumento Histórico del Fútbol Mundial, siendo la única construcción de esta índole en todo el mundo.
Fue sede, entre otros torneos, de la Copa Mundial de Fútbol de 1930, el Campeonato Sudamericano 1942, el Campeonato Sudamericano 1956, el Campeonato Sudamericano 1967, la Copa de Oro de Campeones Mundiales en 1980 y la Copa América 1995, todos ganados por Uruguay. Su mayor capacidad fue de 74 860 espectadores, una vez que se ampliaron las dos cabeceras. Con la ampliación de la tribuna principal, la capacidad habría sido de 90 000 personas, pero esto no ocurrió, y la tribuna oficial se encuentra más pequeña que las demás. Con el cierre de los taludes por motivos de seguridad, se redujo la capacidad, alcanzando los números actuales. Además de ser el estadio más amplio del país, es el estadio uruguayo con mejor luz artificial junto con el Estadio Gran Parque Central, con una iluminación de 1500 luxes, tras una reforma realizada en 2021.
Si bien antes de su construcción, en 1930, la selección acostumbró a disputar como local en el Parque Central, desde su inauguración la selección rara vez ha abandonado ese recinto. En total, solo 31 partidos oficiales realizó la selección por fuera del Centenario en toda su historia (20 de ellos en el Parque Central, 5 en el desaparecido Parque Pereira, 3 en el Campeón del Siglo, 2 en Belvedere y 1 en el Domingo Burgueño).

### Complejo Uruguay Celeste
Las selecciones nacionales entrenan y concentran en el complejo deportivo Uruguay Celeste, de propiedad de la Asociación Uruguaya de Fútbol.
El complejo se comenzó a construir en el año 2000 cuando el presidente de la AUF era Eugenio Figueredo, mientras que en 2002 se inauguró. El predio comprende 10 hectáreas, entre las que se encuentran cinco canchas con medidas reglamentarias (4 de césped natural y una de sintético).

## Rivalidades

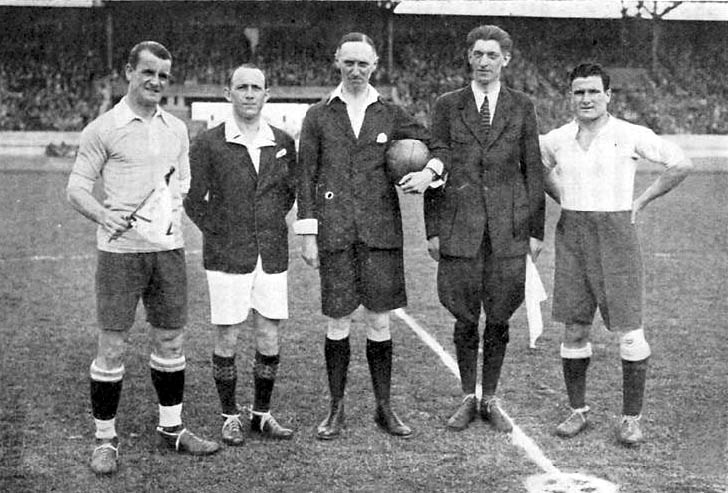
Ceremonia previa antes de la final olímpica de fútbol de 1928. En ella se observan al capitán de Uruguay y, José Nasazzi y Manuel Ferreira respectivamente, junto a los árbitros.

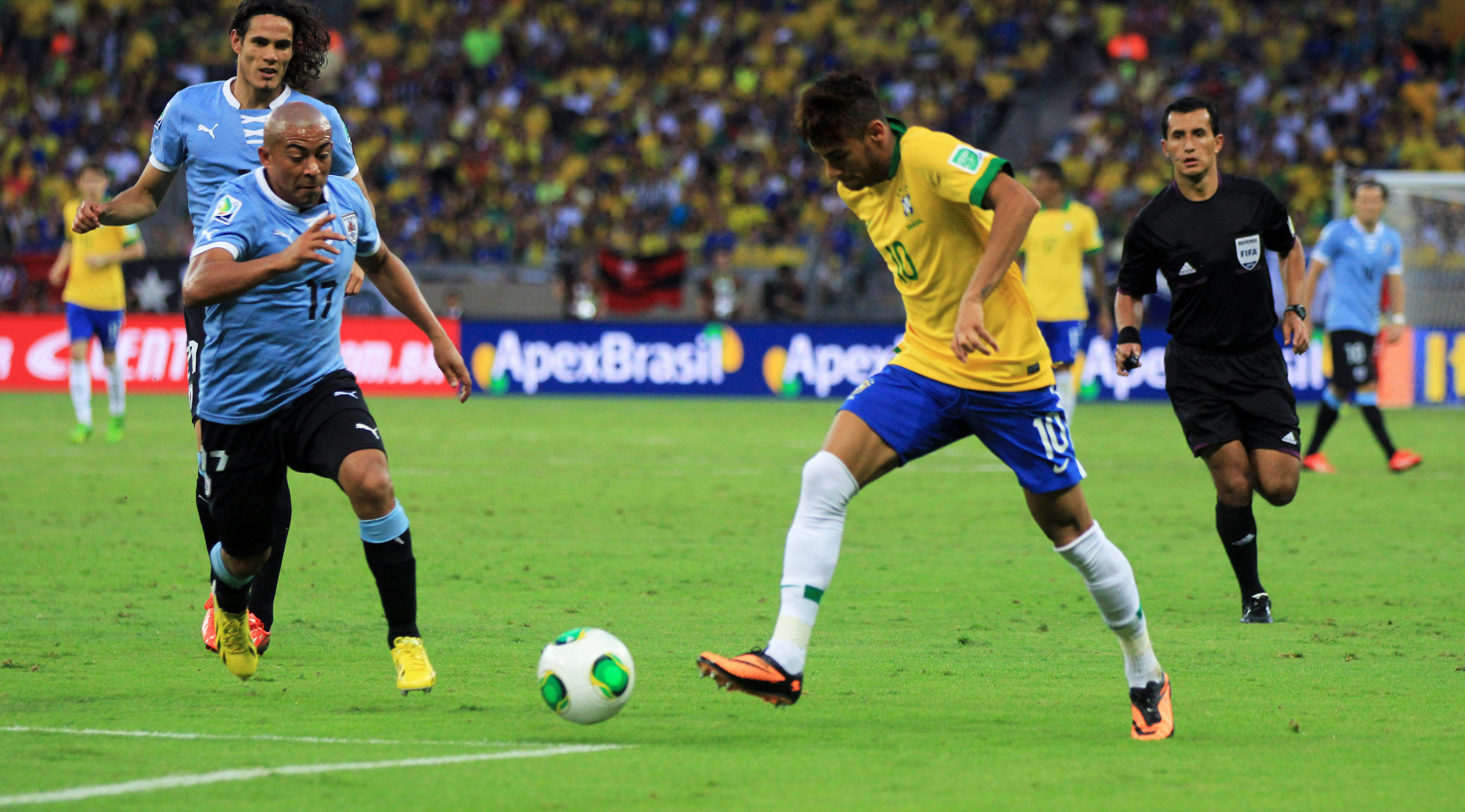
Partido entre y Uruguay por las semifinales de la Copa Confederaciones 2013. En la imagen, Egidio Arévalo Ríos tratando de quitarle el balón a Neymar

La Selección Uruguaya mantiene una gran rivalidad futbolística con sus dos países vecinos, Argentina y Brasil, siendo de los mayores clásicos del mundo del fútbol (junto a la selección argentina disputan el tradicional Clásico del Río de la Plata, el más antiguo fuera de las islas británicas, y con Brasil uno de los Clásicos Sudamericanos). Mientras que la rivalidad con argentinos nace desde la disputa del primer partido internacional de ambas asociaciones y se acrecienta en las primeras décadas del siglo XX (con los enfrentamientos por las finales de los Juegos Olímpicos de 1928 y la Copa Mundial de Fútbol de 1930, ambas con victorias uruguayas), la rivalidad con Brasil surge en el Mundial de 1950 con el famoso Maracanazo y se fue acrecentando durante las décadas posteriores en donde ambas selecciones siempre disputaron partidos definitorios para ganar campeonatos.

### Principales historiales
- Actualizado al 16 de noviembre de 2023 (datos según Asociación Uruguaya de Fútbol).[55]

| Equipo    | Partidos | Partidos Ganados | Partidos Empatados | Goles a favor |
| --------- | -------- | ---------------- | ------------------ | ------------- |
| Uruguay   | 195      | 58               | 46                 | 232           |
| Argentina | 195      | 91               | 46                 | 318           |

- Actualizado al 19 de noviembre de 2024 (datos según Asociación Uruguaya de Fútbol).[56]

| Equipo  | Partidos | Partidos Ganados | Partidos Empatados | Goles a favor |
| ------- | -------- | ---------------- | ------------------ | ------------- |
| Uruguay | 81       | 21               | 22                 | 101           |
| Brasil  | 81       | 38               | 22                 | 143           |

## Últimos convocados

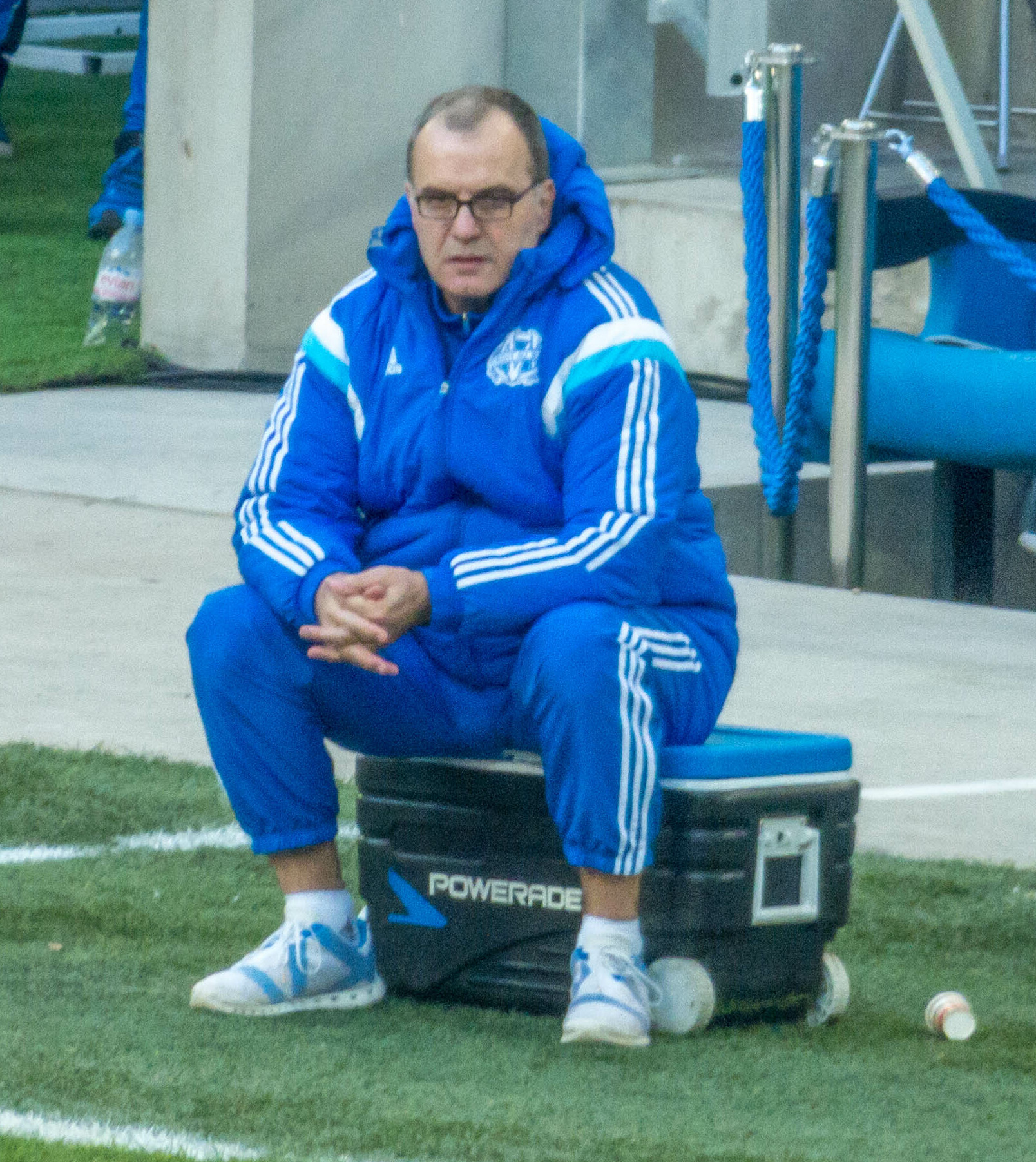
Marcelo Bielsa, actual entrenador de la Selección Uruguaya.

- Lista de futbolistas convocados para los partidos frente a Paraguay y Venezuela por las eliminatorias sudamericanas.

| N.º                  | Nombre                   | Posición      | Edad    | PJ | Goles | Club               |
| -------------------- | ------------------------ | ------------- | ------- | -- | ----- | ------------------ |
| 1                    | Cristopher Fiermarin     | Portero       | 27 años | 0  | 0     | Deportes Tolima    |
| 12                   | Franco Israel            | Portero       | 25 años | 2  | 0     | Sporting CP        |
| 23                   | Santiago Mele            | Portero       | 27 años | 6  | 0     | Junior             |
| 2                    | José María Giménez       | Defensa       | 30 años | 96 | 8     | Atlético de Madrid |
| 3                    | Santiago Bueno           | Defensa       | 26 años | 6  | 0     | Wolverhampton      |
| 4                    | Ronald Araújo            | Defensa       | 26 años | 23 | 1     | Barcelona          |
| 8                    | Nahitan Nández           | Defensa       | 29 años | 67 | 0     | Al-Qadisiyah       |
| 13                   | Guillermo Varela         | Defensa       | 32 años | 23 | 0     | Flamengo           |
| 15                   | José Luis Rodríguez      | Defensa       | 28 años | 3  | 0     | Vasco da Gama      |
| 16                   | Mathías Olivera          | Defensa       | 27 años | 30 | 2     | Napoli             |
| 19                   | Nicolás Marichal         | Defensa       | 24 años | 3  | 0     | Dinamo Moscú       |
| 22                   | Joaquín Piquerez         | Defensa       | 26 años | 15 | 0     | Palmeiras          |
| 24                   | Sebastián Cáceres        | Defensa       | 25 años | 20 | 0     | América            |
| 5                    | Manuel Ugarte            | Mediocampista | 24 años | 30 | 1     | Manchester United  |
| 6                    | Nicolás Fonseca          | Mediocampista | 26 años | 5  | 0     | Club León          |
| 10                   | Giorgian de Arrascaeta   | Mediocampista | 31 años | 54 | 11    | Flamengo           |
| 14                   | Emiliano Martínez        | Mediocampista | 25 años | 4  | 0     | Palmeiras          |
| 18                   | Brian Rodríguez          | Mediocampista | 25 años | 28 | 4     | América            |
| 21                   | Rodrigo Zalazar          | Mediocampista | 25 años | 3  | 2     | Braga              |
| 25                   | Rodrigo Bentancur        | Mediocampista | 28 años | 69 | 3     | Tottenham Hotspur  |
| 26                   | Juan Manuel Sanabria     | Mediocampista | 25 años | 0  | 0     | San Luis           |
| 27                   | Lucas Torreira           | Mediocampista | 29 años | 40 | 0     | Galatasaray        |
| 7                    | Rodrigo Aguirre          | Delantero     | 30 años | 6  | 2     | América            |
| 9                    | Agustín Álvarez Martínez | Delantero     | 24 años | 5  | 1     | Elche              |
| 11                   | Facundo Pellistri        | Delantero     | 23 años | 36 | 2     | Panathinaikos      |
| 17                   | Cristian Olivera         | Delantero     | 23 años | 12 | 0     | Grêmio             |
| 20                   | Maximiliano Araújo       | Delantero     | 25 años | 24 | 3     | Sporting CP        |
| 21                   | Facundo Torres           | Delantero     | 25 años | 19 | 1     | Palmeiras          |
| 28                   | Luciano Rodríguez        | Delantero     | 22 años | 3  | 0     | Bahía              |
| Bandera de Argentina | Marcelo Bielsa           | Entrenador    | 70 años |    |       |                    |

#### Cuerpo técnico
| Cargo                    | Nombre                                |
| ------------------------ | ------------------------------------- |
| Entrenador               | Marcelo Bielsa                        |
| Asistentes               | Diego Reyes Pablo Quiroga Luis Oubiña |
| Preparadores físicos     | Diego Estavillo Santiago Ferro        |
| Entrenador de porteros   | Enzo Ferrari                          |
| Logística y Coordinación | Magalí Conde Sara Bouzas              |
| Videoanalista            | Diego Bermúdez                        |

## Récords

### Más participaciones

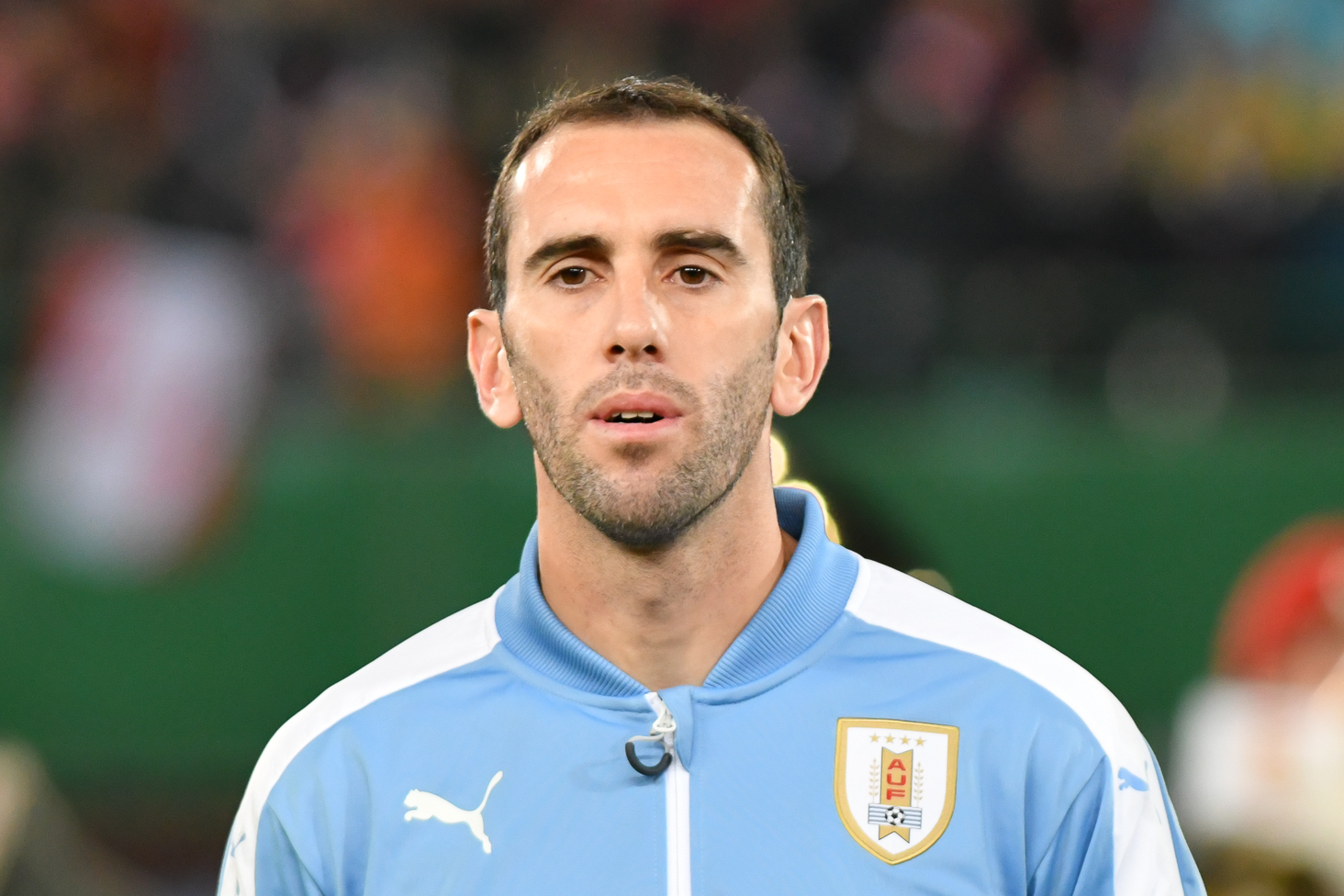
Diego Godín es el jugador con mayor cantidad de partidos en la selección.

Última actualización: 10 de junio de 2025.
| Puesto | Nombre              | Período   | Partidos | Goles | Títulos |
| ------ | ------------------- | --------- | -------- | ----- | ------- |
| 1      | Diego Godín         | 2005-2022 | 161      | 8     |         |
| 2      | Luis Suárez         | 2007-2024 | 143      | 69    |         |
| 3      | Edinson Cavani      | 2008-2022 | 136      | 58    |         |
| 4      | Fernando Muslera    | 2009-2022 | 133      | 0     |         |
| 5      | Maximiliano Pereira | 2005-2018 | 125      | 3     |         |
| 6      | Martín Cáceres      | 2007-2022 | 116      | 4     |         |
| 7      | Diego Forlán        | 2002-2014 | 112      | 36    |         |
| 8      | Cristian Rodríguez  | 2003-2018 | 110      | 11    |         |
| 9      | José María Giménez  | 2013-act. | 96       | 8     |         |
| 10     | Diego Lugano        | 2004-2014 | 95       | 9     |         |

### Máximos goleadores

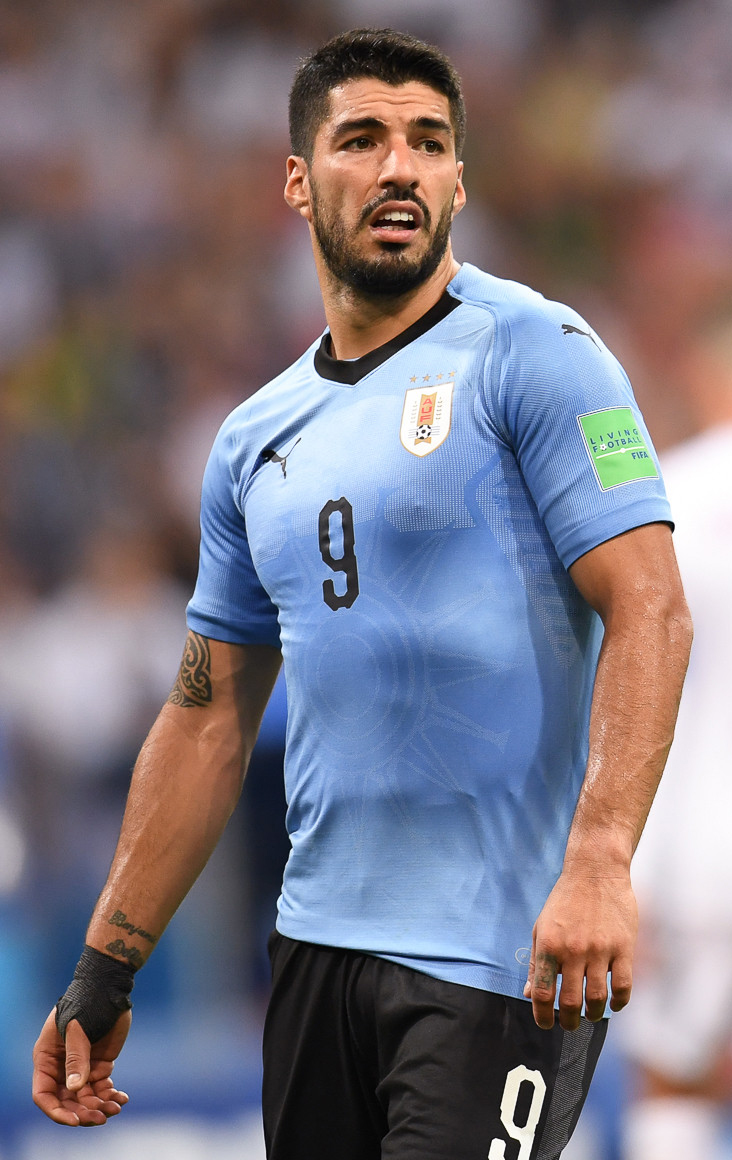
Luis Suárez es el jugador con mayor cantidad de goles en la selección.

Última actualización: 2 de setiembre de 2024.
| Puesto | Nombre          | Período   | Goles | Partidos | Media | Títulos |
| ------ | --------------- | --------- | ----- | -------- | ----- | ------- |
| 1      | Luis Suárez     | 2007-2024 | 69    | 143      | 0,49  |         |
| 2      | Edinson Cavani  | 2008-2022 | 58    | 136      | 0,42  |         |
| 3      | Diego Forlán    | 2002-2014 | 36    | 112      | 0,32  |         |
| 4      | Héctor Scarone  | 1917-1930 | 31    | 52       | 0,60  |         |
| 5      | Ángel Romano    | 1911-1927 | 28    | 69       | 0,41  |         |
| 6      | Óscar Míguez    | 1950-1958 | 27    | 39       | 0,69  |         |
| 7      | Sebastián Abreu | 1996-2012 | 26    | 70       | 0,37  |         |
| 8      | Pedro Petrone   | 1923-1930 | 24    | 29       | 0,83  |         |
| 9      | Fernando Morena | 1971-1983 | 22    | 54       | 0,41  |         |
| 10     | Carlos Aguilera | 1982-1997 | 22    | 64       | 0,34  |         |

Héctor Scarone convirtió un total de 42 goles, pero once fueron en partidos no reconocidos por FIFA.

## Entrenadores
| Período   | Entrenador        | Título                           |
| --------- | ----------------- | -------------------------------- |
| 1916      | Jorge Pacheco     |                                  |
| 1916      | Alfredo Foglino   |                                  |
| 1917      | Ramón Platero     |                                  |
| 1917-1918 | Julián Bértola    |                                  |
| 1919-1920 | Severino Castillo |                                  |
| 1920-1922 | Ernesto Fígoli    |                                  |
| 1922-1923 | Pedro Olivieri    |                                  |
| 1923      | Leonardo De Lucca |                                  |
| 1924      | Ernesto Fígoli    | Medalla de oro, Juegos Olímpicos |
| 1924      | Leonardo De Lucca |                                  |
| 1924-1926 | Ernesto Meliante  |                                  |
| 1926      | Andrés Mazali     |                                  |
| 1926      | Ernesto Fígoli    |                                  |
| 1927-1928 | Luis Grecco       |                                  |
| 1928      | Primo Gianotti    | Medalla de oro, Juegos Olímpicos |
| 1928-1932 | Alberto Suppici   | Mundial 1930                     |
| 1932-1933 | Raúl Blanco       |                                  |
| 1933-1935 | Alberto Suppici   |                                  |
| 1935      | Raúl Blanco       |                                  |
| 1935-1941 | Alberto Suppici   |                                  |

| Período   | Entrenador              | Título       |
| --------- | ----------------------- | ------------ |
| 1941-1942 | José Pedro Cea          |              |
| 1942-1945 | José Nasazzi            |              |
| 1945-1946 | Aníbal Tejada           |              |
| 1946      | Guzmán Vila Gomensoro   |              |
| 1946-1948 | Juan López              |              |
| 1949      | Óscar Marcenaro         |              |
| 1949-1955 | Juan López              | Mundial 1950 |
| 1955      | Juan Carlos Corazzo     |              |
| 1955-1957 | Hugo Bagnulo            |              |
| 1957-1959 | Juan López              |              |
| 1959      | Héctor Castro           |              |
| 1959-1961 | Juan Carlos Corazzo     |              |
| 1961-1962 | Enrique Fernández       |              |
| 1962-1964 | Juan Carlos Corazzo     |              |
| 1964-1965 | Rafael Milans           |              |
| 1965-1967 | Ondino Viera            |              |
| 1967      | Juan Carlos Corazzo     |              |
| 1967-1969 | Enrique Fernández       |              |
| 1969-1970 | Juan Eduardo Hohberg    |              |
| 1970-1973 | Hugo Bagnulo            |              |
| 1974-1974 | Roberto Porta           |              |
| 1974-1975 | Juan Alberto Schiaffino |              |
| 1975-1977 | José María Rodríguez    |              |
| 1977      | Juan Eduardo Hohberg    |              |

| Período     | Entrenador           | Título |
| ----------- | -------------------- | ------ |
| 1977-1979   | Raúl Bentancor       |        |
| 1979-1982   | Roque Gastón Máspoli |        |
| 1982-1986   | Omar Borrás          |        |
| 1987        | Roberto Fleitas      |        |
| 1988-1990   | Óscar Tabárez        |        |
| 1991        | Pedro Cubilla        |        |
| 1991-1993   | Luis Cubilla         |        |
| 1993        | Ildo Maneiro         |        |
| 1993        | Roberto Fleitas      |        |
| 1994-1996   | Héctor Núñez         |        |
| 1996-1997   | Juan Ahuntchaín      |        |
| 1997-1998   | Roque Gastón Máspoli |        |
| 1998-1999   | Víctor Púa           |        |
| 2000-2001   | Daniel Passarella    |        |
| 2001-2002   | Víctor Púa           |        |
| 2002        | Jorge da Silva       |        |
| 2003        | Gustavo Ferrín       |        |
| 2003-2004   | Juan Ramón Carrasco  |        |
| 2004-2005   | Jorge Fossati        |        |
| 2006-2021   | Óscar Tabárez        |        |
| 2022        | Diego Alonso         |        |
| 2023 - act. | Marcelo Bielsa       |        |

## Estadísticas
Leyenda: PJ: Partidos jugados; PG: Partidos ganados; PE: Partidos empatados; PP: Partidos perdidos; GF: Goles a favor; GC: Goles en contra.

### Copa Mundial de Fútbol
| Copa Mundial de Fútbol | Copa Mundial de Fútbol                                                                                           | Copa Mundial de Fútbol                                                                                           | Copa Mundial de Fútbol                                                                                           | Copa Mundial de Fútbol                                                                                           | Copa Mundial de Fútbol                                                                                           | Copa Mundial de Fútbol                                                                                           | Copa Mundial de Fútbol                                                                                           | Copa Mundial de Fútbol                                                                                           | Copa Mundial de Fútbol                                                                                           | Copa Mundial de Fútbol                                                                                           | Copa Mundial de Fútbol                                                                                           | Copa Mundial de Fútbol                                                                                           |
| Edición                | Resultado | Pos. | PJ | PG | PE | PP | GF | GC | Dif. | Pts. | Rend. | Goleador |
| ---------------------- | --- | --- | --- | --- | --- | --- | --- | --- | --- | --- | --- | --- |
| 1930                   | Campeón | 1.º | 4 | 4 | 0 | 0 | 15 | 3 | +12 | 8 | 100 % | José Pedro Cea: 5                                                                                                |
| 1934                   | Declinó participar a modo de protesta                                                                            | Declinó participar a modo de protesta                                                                            | Declinó participar a modo de protesta                                                                            | Declinó participar a modo de protesta                                                                            | Declinó participar a modo de protesta                                                                            | Declinó participar a modo de protesta                                                                            | Declinó participar a modo de protesta                                                                            | Declinó participar a modo de protesta                                                                            | Declinó participar a modo de protesta                                                                            | Declinó participar a modo de protesta                                                                            | Declinó participar a modo de protesta                                                                            | Declinó participar a modo de protesta                                                                            |
| 1938                   | Declinó participar a modo de protesta                                                                            | Declinó participar a modo de protesta                                                                            | Declinó participar a modo de protesta                                                                            | Declinó participar a modo de protesta                                                                            | Declinó participar a modo de protesta                                                                            | Declinó participar a modo de protesta                                                                            | Declinó participar a modo de protesta                                                                            | Declinó participar a modo de protesta                                                                            | Declinó participar a modo de protesta                                                                            | Declinó participar a modo de protesta                                                                            | Declinó participar a modo de protesta                                                                            | Declinó participar a modo de protesta                                                                            |
| 1950                   | Campeón | 1.º | 4 | 3 | 1 | 0 | 15 | 5 | +10 | 7 | 87,5 % | Óscar Míguez: 5                                                                                                  |
| 1954                   | Cuarto puesto | 4.º | 5 | 3 | 0 | 2 | 16 | 9 | +7 | 6 | 60 % | Carlos Borges: 4                                                                                                 |
| 1958                   | No se clasificó                                                                                                  | No se clasificó                                                                                                  | No se clasificó                                                                                                  | No se clasificó                                                                                                  | No se clasificó                                                                                                  | No se clasificó                                                                                                  | No se clasificó                                                                                                  | No se clasificó                                                                                                  | No se clasificó                                                                                                  | No se clasificó                                                                                                  | No se clasificó                                                                                                  | No se clasificó                                                                                                  |
| 1962                   | Fase de grupos                                                                                                   | 13.º | 3 | 1 | 0 | 2 | 4 | 6 | –2 | 2 | 33,33 % | José Sasía: 2 |
| 1966                   | Cuartos de final                                                                                                 | 7.º | 4 | 1 | 2 | 1 | 2 | 5 | –3 | 4 | 50 % | Rocha y Cortés: 1                                                                                                |
| 1970                   | Cuarto puesto | 4.º | 6 | 2 | 1 | 3 | 4 | 5 | –1 | 5 | 41,66 % | 4 jugadores: 1                                                                                                   |
| 1974                   | Fase de grupos                                                                                                   | 13.º | 3 | 0 | 1 | 2 | 1 | 6 | –5 | 1 | 16,66 % | Ricardo Pavoni: 1                                                                                                |
| 1978                   | No se clasificó                                                                                                  | No se clasificó                                                                                                  | No se clasificó                                                                                                  | No se clasificó                                                                                                  | No se clasificó                                                                                                  | No se clasificó                                                                                                  | No se clasificó                                                                                                  | No se clasificó                                                                                                  | No se clasificó                                                                                                  | No se clasificó                                                                                                  | No se clasificó                                                                                                  | No se clasificó                                                                                                  |
| 1982                   | No se clasificó                                                                                                  | No se clasificó                                                                                                  | No se clasificó                                                                                                  | No se clasificó                                                                                                  | No se clasificó                                                                                                  | No se clasificó                                                                                                  | No se clasificó                                                                                                  | No se clasificó                                                                                                  | No se clasificó                                                                                                  | No se clasificó                                                                                                  | No se clasificó                                                                                                  | No se clasificó                                                                                                  |
| 1986                   | Octavos de final                                                                                                 | 16.º | 4 | 0 | 2 | 2 | 2 | 8 | –6 | 2 | 25 % | Alzamendi y Francescoli: 1                                                                                       |
| 1990                   | Octavos de final                                                                                                 | 16.º | 4 | 1 | 1 | 2 | 2 | 5 | –3 | 3 | 37,5 % | Bengoechea y Fonseca: 1                                                                                          |
| 1994                   | No se clasificó                                                                                                  | No se clasificó                                                                                                  | No se clasificó                                                                                                  | No se clasificó                                                                                                  | No se clasificó                                                                                                  | No se clasificó                                                                                                  | No se clasificó                                                                                                  | No se clasificó                                                                                                  | No se clasificó                                                                                                  | No se clasificó                                                                                                  | No se clasificó                                                                                                  | No se clasificó                                                                                                  |
| 1998                   | No se clasificó                                                                                                  | No se clasificó                                                                                                  | No se clasificó                                                                                                  | No se clasificó                                                                                                  | No se clasificó                                                                                                  | No se clasificó                                                                                                  | No se clasificó                                                                                                  | No se clasificó                                                                                                  | No se clasificó                                                                                                  | No se clasificó                                                                                                  | No se clasificó                                                                                                  | No se clasificó                                                                                                  |
| 2002                   | Fase de grupos                                                                                                   | 26.º | 3 | 0 | 2 | 1 | 4 | 5 | –1 | 2 | 22,22 % | 4 jugadores: 1                                                                                                   |
| 2006                   | No se clasificó                                                                                                  | No se clasificó                                                                                                  | No se clasificó                                                                                                  | No se clasificó                                                                                                  | No se clasificó                                                                                                  | No se clasificó                                                                                                  | No se clasificó                                                                                                  | No se clasificó                                                                                                  | No se clasificó                                                                                                  | No se clasificó                                                                                                  | No se clasificó                                                                                                  | No se clasificó                                                                                                  |
| 2010                   | Cuarto puesto | 4.º | 7 | 3 | 2 | 2 | 11 | 8 | +3 | 11 | 52,38 % | Diego Forlán: 5                                                                                                  |
| 2014                   | Octavos de final                                                                                                 | 12.º | 4 | 2 | 0 | 2 | 4 | 6 | –2 | 6 | 50 % | Luis Suárez: 2                                                                                                   |
| 2018                   | Cuartos de final                                                                                                 | 5.º | 5 | 4 | 0 | 1 | 7 | 3 | +4 | 12 | 80 % | Edinson Cavani: 3                                                                                                |
| 2022                   | Fase de grupos                                                                                                   | 20.º | 3 | 1 | 1 | 1 | 2 | 2 | 0 | 4 | 44,44 % | Giorgian de Arrascaeta: 2                                                                                        |
| 2026                   | Por definirse | Por definirse | Por definirse | Por definirse | Por definirse | Por definirse | Por definirse | Por definirse | Por definirse | Por definirse | Por definirse | Por definirse |
| 2030                   | Clasificado automáticamente por disputar un partido en conmemoración del centenario de la primera copa del mundo | Clasificado automáticamente por disputar un partido en conmemoración del centenario de la primera copa del mundo | Clasificado automáticamente por disputar un partido en conmemoración del centenario de la primera copa del mundo | Clasificado automáticamente por disputar un partido en conmemoración del centenario de la primera copa del mundo | Clasificado automáticamente por disputar un partido en conmemoración del centenario de la primera copa del mundo | Clasificado automáticamente por disputar un partido en conmemoración del centenario de la primera copa del mundo | Clasificado automáticamente por disputar un partido en conmemoración del centenario de la primera copa del mundo | Clasificado automáticamente por disputar un partido en conmemoración del centenario de la primera copa del mundo | Clasificado automáticamente por disputar un partido en conmemoración del centenario de la primera copa del mundo | Clasificado automáticamente por disputar un partido en conmemoración del centenario de la primera copa del mundo | Clasificado automáticamente por disputar un partido en conmemoración del centenario de la primera copa del mundo | Clasificado automáticamente por disputar un partido en conmemoración del centenario de la primera copa del mundo |
| 2034                   | Por disputarse                                                                                                   | Por disputarse                                                                                                   | Por disputarse                                                                                                   | Por disputarse                                                                                                   | Por disputarse                                                                                                   | Por disputarse                                                                                                   | Por disputarse                                                                                                   | Por disputarse                                                                                                   | Por disputarse                                                                                                   | Por disputarse                                                                                                   | Por disputarse                                                                                                   | Por disputarse                                                                                                   |
| Total                  | 14/22 | 9.º | 59 | 25 | 13 | 21 | 89 | 76 | +13 | 73 | - | Óscar Míguez: 8                                                                                                  |

### Juegos Olímpicos
| Torneo Olímpico de Fútbol                                                             | Torneo Olímpico de Fútbol     | Torneo Olímpico de Fútbol     | Torneo Olímpico de Fútbol     | Torneo Olímpico de Fútbol     | Torneo Olímpico de Fútbol     | Torneo Olímpico de Fútbol     | Torneo Olímpico de Fútbol     | Torneo Olímpico de Fútbol     | Torneo Olímpico de Fútbol     | Torneo Olímpico de Fútbol     | Torneo Olímpico de Fútbol     | Torneo Olímpico de Fútbol     |
| Edición                                                                               | Resultado                     | Pos.                          | PJ                            | PG                            | PE                            | PP                            | GF                            | GC                            | Dif.                          | Pts.                          | Rend.                         | Goleador                      |
| ------------------------------------------------------------------------------------- | ----------------------------- | ----------------------------- | ----------------------------- | ----------------------------- | ----------------------------- | ----------------------------- | ----------------------------- | ----------------------------- | ----------------------------- | ----------------------------- | ----------------------------- | ----------------------------- |
| 1908                                                                                  | No participó                  | No participó                  | No participó                  | No participó                  | No participó                  | No participó                  | No participó                  | No participó                  | No participó                  | No participó                  | No participó                  | No participó                  |
| 1912                                                                                  | No participó                  | No participó                  | No participó                  | No participó                  | No participó                  | No participó                  | No participó                  | No participó                  | No participó                  | No participó                  | No participó                  | No participó                  |
| 1920                                                                                  | No participó                  | No participó                  | No participó                  | No participó                  | No participó                  | No participó                  | No participó                  | No participó                  | No participó                  | No participó                  | No participó                  | No participó                  |
| 1924                                                                                  | Medalla de oro                | 1.º                           | 5                             | 5                             | 0                             | 0                             | 20                            | 2                             | +18                           | 10                            | 100 %                         | Pedro Petrone: 7              |
| 1928                                                                                  | Medalla de oro                | 1.º                           | 5                             | 4                             | 1                             | 0                             | 12                            | 5                             | +7                            | 9                             | 90 %                          | Pedro Petrone: 4              |
| 1932                                                                                  | No hubo competición de fútbol | No hubo competición de fútbol | No hubo competición de fútbol | No hubo competición de fútbol | No hubo competición de fútbol | No hubo competición de fútbol | No hubo competición de fútbol | No hubo competición de fútbol | No hubo competición de fútbol | No hubo competición de fútbol | No hubo competición de fútbol | No hubo competición de fútbol |
| 1936                                                                                  | No participó                  | No participó                  | No participó                  | No participó                  | No participó                  | No participó                  | No participó                  | No participó                  | No participó                  | No participó                  | No participó                  | No participó                  |
| 1948                                                                                  | No participó                  | No participó                  | No participó                  | No participó                  | No participó                  | No participó                  | No participó                  | No participó                  | No participó                  | No participó                  | No participó                  | No participó                  |
| Los Juegos Olímpicos de 1948 fueron los últimos disputados por selecciones absolutas. |                               |                               |                               |                               |                               |                               |                               |                               |                               |                               |                               |                               |
| Total                                                                                 | 2/7                           | -                             | 10                            | 9                             | 1                             | 0                             | 32                            | 7                             | +25                           | 19                            | -                             | Pedro Petrone: 11             |

### Copa FIFA Confederaciones
| Copa FIFA Confederaciones | Copa FIFA Confederaciones | Copa FIFA Confederaciones | Copa FIFA Confederaciones | Copa FIFA Confederaciones | Copa FIFA Confederaciones | Copa FIFA Confederaciones | Copa FIFA Confederaciones | Copa FIFA Confederaciones | Copa FIFA Confederaciones | Copa FIFA Confederaciones | Copa FIFA Confederaciones | Copa FIFA Confederaciones |
| Edición                   | Resultado                 | Pos.                      | PJ                        | PG                        | PE                        | PP                        | GF                        | GC                        | Dif.                      | Pts.                      | Rend.                     | Goleador                  |
| ------------------------- | ------------------------- | ------------------------- | ------------------------- | ------------------------- | ------------------------- | ------------------------- | ------------------------- | ------------------------- | ------------------------- | ------------------------- | ------------------------- | ------------------------- |
| 1992                      | No se clasificó           | No se clasificó           | No se clasificó           | No se clasificó           | No se clasificó           | No se clasificó           | No se clasificó           | No se clasificó           | No se clasificó           | No se clasificó           | No se clasificó           | No se clasificó           |
| 1995                      | No se clasificó           | No se clasificó           | No se clasificó           | No se clasificó           | No se clasificó           | No se clasificó           | No se clasificó           | No se clasificó           | No se clasificó           | No se clasificó           | No se clasificó           | No se clasificó           |
| 1997                      | Cuarto puesto             | 4.º                       | 5                         | 3                         | 0                         | 2                         | 8                         | 6                         | +2                        | 9                         | 60 %                      | Olivera, Silva: 2         |
| 1999                      | No se clasificó           | No se clasificó           | No se clasificó           | No se clasificó           | No se clasificó           | No se clasificó           | No se clasificó           | No se clasificó           | No se clasificó           | No se clasificó           | No se clasificó           | No se clasificó           |
| 2001                      | No se clasificó           | No se clasificó           | No se clasificó           | No se clasificó           | No se clasificó           | No se clasificó           | No se clasificó           | No se clasificó           | No se clasificó           | No se clasificó           | No se clasificó           | No se clasificó           |
| 2003                      | No se clasificó           | No se clasificó           | No se clasificó           | No se clasificó           | No se clasificó           | No se clasificó           | No se clasificó           | No se clasificó           | No se clasificó           | No se clasificó           | No se clasificó           | No se clasificó           |
| 2005                      | No se clasificó           | No se clasificó           | No se clasificó           | No se clasificó           | No se clasificó           | No se clasificó           | No se clasificó           | No se clasificó           | No se clasificó           | No se clasificó           | No se clasificó           | No se clasificó           |
| 2009                      | No se clasificó           | No se clasificó           | No se clasificó           | No se clasificó           | No se clasificó           | No se clasificó           | No se clasificó           | No se clasificó           | No se clasificó           | No se clasificó           | No se clasificó           | No se clasificó           |
| 2013                      | Cuarto puesto             | 4.º                       | 5                         | 2                         | 1                         | 2                         | 14                        | 7                         | +7                        | 7                         | 46,66 %                   | Abel Hernández: 4         |
| 2017                      | No se clasificó           | No se clasificó           | No se clasificó           | No se clasificó           | No se clasificó           | No se clasificó           | No se clasificó           | No se clasificó           | No se clasificó           | No se clasificó           | No se clasificó           | No se clasificó           |
| Total                     | 2/10                      | 10.º                      | 10                        | 5                         | 1                         | 4                         | 22                        | 13                        | +9                        | 16                        | -                         | Abel Hernández: 4         |

### Copa América
Artículo principal: Uruguay en la Copa América
Artículo principal: Anexo:Partidos de la Selección de Uruguay en la Copa América
| Copa América | Copa América     | Copa América | Copa América | Copa América | Copa América | Copa América | Copa América | Copa América | Copa América                    | Copa América |
| Año          | Ronda            | Posición     | PJ           | PG           | PE           | PP           | GF           | GC           | Goleador                        |              |
| ------------ | ---------------- | ------------ | ------------ | ------------ | ------------ | ------------ | ------------ | ------------ | ------------------------------- | ------------ |
| 1916         | Liga             | 1.º          | 3            | 2            | 1            | 0            | 6            | 1            | Isabelino Gradín: 3             |              |
| 1917         | Liga             | 1.º          | 3            | 3            | 0            | 0            | 9            | 0            | Ángel Romano: 4                 |              |
| 1919         | Liga             | 2.º          | 3            | 2            | 1            | 0            | 7            | 4            | Carlos Scarone: 3               |              |
| 1920         | Liga             | 1.º          | 3            | 2            | 1            | 0            | 9            | 2            | José Pérez y Ángel Romano: 3    |              |
| 1921         | Liga             | 3.º          | 3            | 1            | 0            | 2            | 3            | 4            | Ángel Romano: 2                 |              |
| 1922         | Liga             | 3.º          | 4            | 2            | 1            | 1            | 3            | 1            | Heguy, Urdinarán y Buffoni: 1   |              |
| 1923         | Liga             | 1.º          | 3            | 3            | 0            | 0            | 6            | 1            | Pedro Petrone: 3                |              |
| 1924         | Liga             | 1.º          | 3            | 2            | 1            | 0            | 8            | 1            | Pedro Petrone: 4                |              |
| 1925         | No participó     | No participó | No participó | No participó | No participó | No participó | No participó | No participó | No participó                    | No participó |
| 1926         | Liga             | 1.º          | 4            | 4            | 0            | 0            | 17           | 2            | Castro y Scarone: 6             |              |
| 1927         | Liga             | 2.º          | 3            | 2            | 0            | 1            | 15           | 3            | Figueroa, Petrone y Scarone: 3  |              |
| 1929         | Liga             | 3.º          | 3            | 1            | 0            | 2            | 4            | 6            | Lorenzo Fernández: 3            |              |
| 1935         | Liga             | 1.º          | 3            | 3            | 0            | 0            | 6            | 1            | Aníbal Ciocca: 3                |              |
| 1937         | Liga             | 3.º          | 5            | 2            | 0            | 3            | 11           | 14           | Severino Varela: 5              |              |
| 1939         | Liga             | 2.º          | 4            | 3            | 0            | 1            | 13           | 5            | Severino Varela: 5              |              |
| 1941         | Liga             | 2.º          | 4            | 3            | 0            | 1            | 10           | 1            | Ismael Rivero: 3                |              |
| 1942         | Liga             | 1.º          | 6            | 6            | 0            | 0            | 21           | 2            | Porta y Varela: 5               |              |
| 1945         | Liga             | 4.º          | 6            | 3            | 0            | 3            | 14           | 6            | Atilio García: 5                |              |
| 1946         | Liga             | 4.º          | 5            | 2            | 0            | 3            | 11           | 9            | José María Medina: 7            |              |
| 1947         | Liga             | 3.º          | 7            | 5            | 0            | 2            | 21           | 8            | Nicolás Falero: 7               |              |
| 1949         | Liga             | 6.º          | 7            | 2            | 1            | 4            | 14           | 20           | Ramón Humberto Castro: 4        |              |
| 1953         | Liga             | 3.º          | 6            | 3            | 1            | 2            | 15           | 6            | Osvaldo Balseiro: 4             |              |
| 1955         | Liga             | 4.º          | 5            | 2            | 1            | 2            | 12           | 12           | Abbadie, Míguez y Galván: 3     |              |
| 1956         | Liga             | 1.º          | 5            | 4            | 1            | 0            | 9            | 3            | Escalada y Míguez: 3            |              |
| 1957         | Liga             | 3.º          | 6            | 4            | 0            | 2            | 15           | 12           | Javier Ambrois: 9               |              |
| 1959-I       | Liga             | 6.º          | 6            | 2            | 0            | 4            | 15           | 14           | Demarco, Sasía y Douksas: 3     |              |
| 1959-II      | Liga             | 1.º          | 4            | 3            | 1            | 0            | 13           | 1            | Mario Bergara: 4                |              |
| 1963         | No participó     | No participó | No participó | No participó | No participó | No participó | No participó | No participó | No participó                    | No participó |
| 1967         | Liga             | 1.º          | 5            | 4            | 1            | 0            | 13           | 2            | Jorge Oyarbide: 4               |              |
| 1975         | Cuarto Lugar     | 4.º          | 2            | 1            | 0            | 1            | 1            | 3            | Fernando Morena: 1              |              |
| 1979         | Primera ronda    | 6.º          | 4            | 1            | 2            | 1            | 5            | 5            | Waldemar Victorino: 2           |              |
| 1983         | Campeón          | 1.º          | 8            | 5            | 2            | 1            | 12           | 6            | Carlos Aguilera: 3              |              |
| 1987         | Campeón          | 1.º          | 2            | 2            | 0            | 0            | 2            | 0            | Alzamendi y Bengoechea: 1       |              |
| 1989         | Subcampeón       | 2.º          | 7            | 4            | 0            | 3            | 11           | 3            | Rubén Sosa: 4                   |              |
| 1991         | Primera ronda    | 5.º          | 4            | 1            | 3            | 0            | 4            | 3            | Peter Méndez: 3                 |              |
| 1993         | Cuartos de final | 6.º          | 4            | 1            | 2            | 1            | 5            | 5            | Kanapkis y Saralegui: 2         |              |
| 1995         | Campeón          | 1.º          | 6            | 4            | 2            | 0            | 11           | 4            | Marcelo Otero: 3                |              |
| 1997         | Primera ronda    | 9.º          | 3            | 1            | 0            | 2            | 2            | 2            | Recoba y Saralegui: 1           |              |
| 1999         | Subcampeón       | 2.º          | 6            | 1            | 2            | 3            | 4            | 9            | Marcelo Zalayeta: 3             |              |
| 2001         | Cuarto lugar     | 4.º          | 6            | 2            | 2            | 2            | 7            | 7            | 7 jugadores: 1                  |              |
| 2004         | Tercer lugar     | 3.º          | 6            | 3            | 2            | 1            | 12           | 10           | Carlos Bueno: 3                 |              |
| 2007         | Cuarto lugar     | 4.º          | 6            | 2            | 2            | 2            | 8            | 9            | Diego Forlán: 3                 |              |
| 2011         | Campeón          | 1.º          | 6            | 3            | 3            | 0            | 9            | 3            | Luis Suárez: 4                  |              |
| 2015         | Cuartos de final | 7.º          | 4            | 1            | 1            | 2            | 2            | 3            | Rodríguez y Giménez: 1          |              |
| 2016         | Primera ronda    | 11.º         | 3            | 1            | 0            | 2            | 4            | 4            | Godín, A. Hernández y Corujo: 1 |              |
| 2019         | Cuartos de final | 6.º          | 4            | 2            | 2            | 0            | 7            | 2            | Cavani y Suárez: 2              |              |
| 2021         | Cuartos de final | 5.º          | 5            | 2            | 2            | 1            | 4            | 2            | Edinson Cavani: 2               |              |
| 2024         | Tercer lugar     | 3.º          | 6            | 3            | 2            | 1            | 11           | 4            | Araújo, Bentancur y Núñez: 2    |              |
| Total        | 46/48            | 2.º          | 212          | 115          | 40           | 57           | 421          | 226          | Severino Varela: 15             |              |

### Campeonato Panamericano de Fútbol
| Campeonato Panamericano de Fútbol | Campeonato Panamericano de Fútbol | Campeonato Panamericano de Fútbol | Campeonato Panamericano de Fútbol | Campeonato Panamericano de Fútbol | Campeonato Panamericano de Fútbol | Campeonato Panamericano de Fútbol | Campeonato Panamericano de Fútbol | Campeonato Panamericano de Fútbol | Campeonato Panamericano de Fútbol | Campeonato Panamericano de Fútbol | Campeonato Panamericano de Fútbol | Campeonato Panamericano de Fútbol |
| Edición                           | Resultado                         | Pos.                              | PJ                                | PG                                | PE                                | PP                                | GF                                | GC                                | Dif.                              | Pts.                              | Rend.                             | Goleador                          |
| --------------------------------- | --------------------------------- | --------------------------------- | --------------------------------- | --------------------------------- | --------------------------------- | --------------------------------- | --------------------------------- | --------------------------------- | --------------------------------- | --------------------------------- | --------------------------------- | --------------------------------- |
| 1952                              | Tercer puesto                     | 3.º                               | 5                                 | 3                                 | 0                                 | 2                                 | 16                                | 10                                | +6                                | 6                                 | 60 %                              | Óscar Míguez: 5                   |
| 1956                              | No clasificó                      | No clasificó                      | No clasificó                      | No clasificó                      | No clasificó                      | No clasificó                      | No clasificó                      | No clasificó                      | No clasificó                      | No clasificó                      | No clasificó                      | No clasificó                      |
| 1960                              | No clasificó                      | No clasificó                      | No clasificó                      | No clasificó                      | No clasificó                      | No clasificó                      | No clasificó                      | No clasificó                      | No clasificó                      | No clasificó                      | No clasificó                      | No clasificó                      |
| Total                             | 1/3                               | 3.º                               | 5                                 | 3                                 | 0                                 | 2                                 | 16                                | 10                                | +6                                | 6                                 | 60 %                              | Óscar Míguez: 5                   |

### Copa Artemio Franchi/Finalissima
| Copa Artemio Franchi | Copa Artemio Franchi | Copa Artemio Franchi | Copa Artemio Franchi | Copa Artemio Franchi | Copa Artemio Franchi | Copa Artemio Franchi | Copa Artemio Franchi | Copa Artemio Franchi | Copa Artemio Franchi | Copa Artemio Franchi | Copa Artemio Franchi | Copa Artemio Franchi |              |
| Edición              | Resultado            | Pos.                 | PJ                   | PG                   | PE                   | PP                   | GF                   | GC                   | Dif.                 | Pts.                 | Rend.                | Goleador             |              |
| -------------------- | -------------------- | -------------------- | -------------------- | -------------------- | -------------------- | -------------------- | -------------------- | -------------------- | -------------------- | -------------------- | -------------------- | -------------------- | ------------ |
| 1985                 | Subcampeón           | 2.º                  | 1                    | 0                    | 0                    | 1                    | 0                    | 2                    | -2                   | 0                    | 0 %                  | -                    |              |
| 1993                 | No clasificó         | No clasificó         | No clasificó         | No clasificó         | No clasificó         | No clasificó         | No clasificó         | No clasificó         | No clasificó         | No clasificó         | No clasificó         | No clasificó         | No clasificó |
| 2022                 | No clasificó         | No clasificó         | No clasificó         | No clasificó         | No clasificó         | No clasificó         | No clasificó         | No clasificó         | No clasificó         | No clasificó         | No clasificó         | No clasificó         | No clasificó |
| Total                | 1/2                  | 2.º                  | 1                    | 0                    | 0                    | 1                    | 0                    | 2                    | -2                   | 0                    | 0 %                  | -                    |              |

### Resultados por competencia
- Actualizado al 19 de noviembre de 2024.

| Competencia                  | PJ  | PG  | PE  | PP  | GF   | GC   | Dif  | Efe    |
| ---------------------------- | --- | --- | --- | --- | ---- | ---- | ---- | ------ |
| Copa Mundial de Fútbol       | 59  | 25  | 13  | 21  | 89   | 76   | +13  | 49,7%  |
| Juegos Olímpicos             | 10  | 9   | 1   | 0   | 32   | 7    | +25  | 93,3%  |
| Copa FIFA Confederaciones    | 10  | 5   | 1   | 4   | 22   | 13   | +9   | 53,3%  |
| Copa América                 | 212 | 115 | 40  | 57  | 421  | 226  | +195 | 60,5%  |
| Eliminatorias Copa del Mundo | 185 | 82  | 52  | 51  | 244  | 195  | +49  | 53,8%  |
| Copa de Oro de Campeones     | 3   | 3   | 0   | 0   | 6    | 1    | +5   | 100%   |
| Total oficiales              | 479 | 239 | 107 | 133 | 814  | 518  | +296 | 57,5%  |
| Total amistosos              | 492 | 193 | 130 | 169 | 708  | 654  | +54  | 48,03% |
| Total                        | 971 | 432 | 237 | 302 | 1522 | 1172 | +350 | 52,68% |

### Finales disputadas
La presente lista incluye solo partidos finales jugados por torneos mundiales, intercontinentales, y continentales oficiales a nivel de Selecciones absolutas. Se excluyen los torneos en donde no se disputó una final, como el caso de la mayoría de los Campeonatos Sudamericanos o Campeonatos Panamericanos de Fútbol, y la Copa Mundial de Fútbol de 1950 los cuales se jugaban bajo el sistema de liguilla de enfrentamientos de todos contra todos en una o dos ruedas. Este sistema cambió en 1975, y a partir de esa edición de la Copa América hasta la de 1987 se jugó una final para definir al campeón de la misma. En 1989 y 1991 se jugó a partir de grupos, y los dos primeros clasificados de cada grupo jugaron una liguilla final todos contra todos para decidir al campeón, pero sin la disputa de un partido final. A partir de la edición de 1993 el sistema volvió a cambiar, y los clasificados de cada grupo juegan cuartos de final, semifinales y un partido final para definir al campeón del continente.
Sí se tienen en cuenta los partidos desempates de Campeonatos Sudamericanos, en donde se debió definir al campeón en una final.
Se incluyen las finales olímpicas disputadas por selecciones absolutas (desde la primera olimpíada hasta la edición de 1948 inclusive).
| Competición               | Sede          | Local   | Resultado   | Visita    | Notas                                                      |
| ------------------------- | ------------- | ------- | ----------- | --------- | ---------------------------------------------------------- |
| Copa América 1919         | Brasil        | Brasil  | 1-0         | Uruguay   | Partido desempate.                                         |
| Juegos Olímpicos 1924     | Francia       | Uruguay | 3-0         | Suiza     | -                                                          |
| Juegos Olímpicos 1928     | Países Bajos  | Uruguay | 2-1         | Argentina | -                                                          |
| Copa Mundial 1930         | Uruguay       | Uruguay | 4-2         | Argentina | Primera final en la historia de la Copa Mundial de Fútbol. |
| Copa América 1983         | Sin sede fija | Uruguay | 2-0; 1-1    | Brasil    | -                                                          |
| Copa Artemio Franchi 1985 | Francia       | Francia | 2-0         | Uruguay   | -                                                          |
| Copa América 1987         | Argentina     | Uruguay | 1-0         | Chile     | -                                                          |
| Copa América 1995         | Uruguay       | Uruguay | 1-1 (5-3 p) | Brasil    | -                                                          |
| Copa América 1999         | Paraguay      | Uruguay | 0-3         | Brasil    | -                                                          |
| Copa América 2011         | Argentina     | Uruguay | 3-0         | Paraguay  | -                                                          |

- Uruguay participó en diez finales directas en torneos oficiales, ganando siete y perdiendo tres (7-3).

### Mayor racha invicta
Fue de dieciocho partidos durante la segunda etapa de la era Tabárez, con nueve triunfos y nueve empates. Convirtió treinta y tres goles y recibió catorce. La racha invicta finalizó con la derrota frente a Colombia el 7 de septiembre de 2012 en Barranquilla, Colombia, por las eliminatorias para la Copa Mundial 2014, con un marcador de 4-0 para la selección local.
| #   | Fecha                   | Ciudad       | Competencia                     | Racha | Local     |                      | Resultado                 |                             | Visitante    |
| --- | ----------------------- | ------------ | ------------------------------- | ----- | --------- | -------------------- | ------------------------- | --------------------------- | ------------ |
| 804 | 8 de junio de 2011      | Montevideo   | Amistoso                        |       | Uruguay   | Bandera de Uruguay   | 1:1 (0:0) (4:3 pen.)      | Bandera de los Países Bajos | Países Bajos |
| 805 | 23 de junio de 2011     | Rivera       | Amistoso                        | Sí    | Uruguay   | Bandera de Uruguay   | 3:0 (1:0)                 | Bandera de Estonia          | Estonia      |
| 806 | 4 de julio de 2011      | San Juan     | Copa América 2011               |       | Uruguay   | Bandera de Uruguay   | 1:1 (1:1)                 | Bandera de Perú             | Perú         |
| 807 | 8 de julio de 2011      | Mendoza      | Copa América 2011               |       | Uruguay   | Bandera de Uruguay   | 1:1 (0:0)                 | Bandera de Chile            | Chile        |
| 808 | 12 de julio de 2011     | La Plata     | Copa América 2011               | Sí    | Uruguay   | Bandera de Uruguay   | 1:0 (1:0)                 | Bandera de México           | México       |
| 809 | 16 de julio de 2011     | Santa Fe     | Copa América 2011               |       | Argentina | Bandera de Argentina | 1:1 (1:1, 1:1) (4:5 pen.) | Bandera de Uruguay          | Uruguay      |
| 810 | 19 de julio de 2011     | La Plata     | Copa América 2011               | Sí    | Perú      | Bandera de Perú      | 0:2 (0:0)                 | Bandera de Uruguay          | Uruguay      |
| 811 | 24 de julio de 2011     | Buenos Aires | Copa América 2011               | Sí    | Uruguay   | Bandera de Uruguay   | 3:0 (2:0)                 | Bandera de Paraguay         | Paraguay     |
| 812 | 2 de septiembre de 2011 | Járkov       | Amistoso                        | Sí    | Ucrania   | Bandera de Ucrania   | 2:3 (2:1)                 | Bandera de Uruguay          | Uruguay      |
| 813 | 7 de octubre de 2011    | Montevideo   | Eliminatorias Copa Mundial 2014 | Sí    | Uruguay   | Bandera de Uruguay   | 4:2 (3:1)                 | Bandera de Bolivia          | Bolivia      |
| 814 | 11 de octubre de 2011   | Asunción     | Eliminatorias Copa Mundial 2014 |       | Paraguay  | Bandera de Paraguay  | 1:1 (0:0)                 | Bandera de Uruguay          | Uruguay      |
| 815 | 11 de noviembre de 2011 | Montevideo   | Eliminatorias Copa Mundial 2014 | Sí    | Uruguay   | Bandera de Uruguay   | 4:0 (2:0)                 | Bandera de Chile            | Chile        |
| 816 | 15 de noviembre de 2011 | Roma         | Amistoso                        | Sí    | Italia    | Bandera de Italia    | 0:1 (0:1)                 | Bandera de Uruguay          | Uruguay      |
| 817 | 29 de febrero de 2012   | Bucarest     | Amistoso                        |       | Rumania   | Bandera de Rumania   | 1:1 (0:1)                 | Bandera de Uruguay          | Uruguay      |
| 818 | 25 de mayo de 2012      | Moscú        | Amistoso                        |       | Rusia     | Bandera de Rusia     | 1:1 (0:0)                 | Bandera de Uruguay          | Uruguay      |
| 819 | 2 de junio de 2012      | Montevideo   | Eliminatorias Copa Mundial 2014 |       | Uruguay   | Bandera de Uruguay   | 1:1 (1:0)                 | Bandera de Venezuela        | Venezuela    |
| 820 | 10 de junio de 2012     | Montevideo   | Eliminatorias Copa Mundial 2014 | Sí    | Uruguay   | Bandera de Uruguay   | 4:2 (2:1)                 | Bandera de Perú             | Perú         |
| 821 | 15 de agosto de 2012    | El Havre     | Amistoso                        |       | Francia   | Bandera de Francia   | 0:0                       | Bandera de Uruguay          | Uruguay      |

## Palmarés

### Títulos
Nota: en negrita competiciones vigentes en la actualidad. Indicado el récord del torneo  y el compartido 
| Competición                       | Títulos | Títulos                                                                                   | Subtítulos | Subtítulos                          | Tercer lugar | Tercer lugar                                                | Cuarto lugar | Cuarto lugar                  |
| --------------------------------- | ------- | ----------------------------------------------------------------------------------------- | ---------- | ----------------------------------- | ------------ | ----------------------------------------------------------- | ------------ | ----------------------------- |
| Copa Mundial de Fútbol            | 2       | 1930, 1950.                                                                               | –          | –                                   | –            | –                                                           | 3            | 1954, 1970, 2010.             |
| Juegos Olímpicos                  | 2       | 1924, 1928.                                                                               | –          | –                                   | –            | –                                                           | –            | –                             |
| Copa América                      | 15      | 1916, 1917, 1920, 1923, 1924, 1926, 1935, 1942, 1956, 1959, 1967, 1983, 1987, 1995, 2011. | 6          | 1919, 1927, 1939, 1941, 1989, 1999. | 10           | 1921, 1922, 1929, 1937, 1947, 1953, 1957, 1975, 2004, 2024. | 5            | 1945, 1946, 1955, 2001, 2007. |
| Copa FIFA Confederaciones         | –       | –                                                                                         | –          | –                                   | –            | –                                                           | 2            | 1997, 2013.                   |
| Campeonato Panamericano de Fútbol | –       | –                                                                                         | –          | –                                   | 1            | 1952.                                                       | –            | –                             |
| Copa Artemio Franchi              | –       | –                                                                                         | 1          | 1985.                               | –            | –                                                           | –            | –                             |

Uruguay también ganó el Mundialito de 1980, un torneo que reunió a todas las selecciones campeonas del mundo (y a Países Bajos, que fue invitada). Fue organizado por la AUF y respaldado por la FIFA.

### Cronología de los títulos
Fuente: 
| Sede         | Torneo            | Año  | N.º  |
| ------------ | ----------------- | ---- | ---- |
| Argentina    | Copa América      | 1916 | 1.º  |
| Uruguay      | Copa América      | 1917 | 2.º  |
| Chile        | Copa América      | 1920 | 3.º  |
| Uruguay      | Copa América      | 1923 | 4.º  |
| Uruguay      | Copa América      | 1924 | 5.º  |
| Francia      | Juegos Olímpicos  | 1924 | 6.º  |
| Chile        | Copa América      | 1926 | 7.º  |
| Países Bajos | Juegos Olímpicos  | 1928 | 8.º  |
| Uruguay      | Copa Mundial FIFA | 1930 | 9.º  |
| Perú         | Copa América      | 1935 | 10.º |
| Uruguay      | Copa América      | 1942 | 11.º |
| Brasil       | Copa Mundial FIFA | 1950 | 12.º |
| Uruguay      | Copa América      | 1956 | 13.º |
| Ecuador      | Copa América      | 1959 | 14.º |
| Uruguay      | Copa América      | 1967 | 15.º |
| Sudamérica   | Copa América      | 1983 | 16.º |
| Argentina    | Copa América      | 1987 | 17.º |
| Uruguay      | Copa América      | 1995 | 18.º |
| Argentina    | Copa América      | 2011 | 19.º |

## Torneos amistosos/no oficiales
- Copa Lipton (11): 1905, 1910, 1911, 1912, 1919, 1922, 1923, 1924, 1927, 1929 y 1973
- Copa Premio Honor Argentino (3): 1908, 1910 y 1912
- Copa Premio Honor Uruguayo (8): 1911, 1912, 1913, 1914, 1918, 1919,1920 y 1922
- Copa Newton (11): 1912, 1913, 1915, 1917, 1919, 1920, 1921, 1922, 1929, 1930 y 1968
- Copa Asociación Argentina (11): 1912, 1913, 1916, 1917, 1918, 1929, 1937, 1938, 1941, 1944 y 1947[61]
- Copa Círculo de la Prensa: 1919[62]
- Copa Ministro de Relaciones Exteriores: 1923
- Copa Confraternidad Rioplatense: 1924
- Copa Héctor Gómez (2): 1936 y 1940
- Copa Río Branco (4): 1940, 1946, 1948 y 1967[nota 4]
- Copa Juan Pinto Durán (5): 1963, 1975, 1977, 1981 y 1988
- Copa José G. Artigas (6): 1965, 1966, 1975,[nota 5] 1977, 1983 y 1985[63]
- Copa de Oro de Campeones Mundiales: 1980
- Copa Nehru: 1982
- Copa William Poole: 1984
- Copa Miami (2): 1986 y 1990
- Copa M.U.F.P. : 1988
- Copa Parra del Riego: 1994
- Copa El Inca: 1995
- Copa Phillips: 2002
- Tiger Beer Challenge Trophy: 2002
- Carlsberg Cup: 2003
- Copa LG (2): 2003 y 2006
- Copa Banco de la República: 2010
- Copa Confraternidad Antel: 2011
- Copa 100 Años del Banco de Seguros del Estado: 2011
- Copa Montevideo Capital Iberoamericana de la Cultura: 2013
- Copa Kirin (2): 2013 y 2014
- Copa China (2): 2018 y 2019
- Copa Abitab: 2019[64]

## Categorías inferiores

### Palmarés juveniles
| Competición                    | Campeón                                             | Subcampeón                                    | Tercer puesto                           | Categoría |
| ------------------------------ | --------------------------------------------------- | --------------------------------------------- | --------------------------------------- | --------- |
| Juegos Olímpicos               | —                                                   | —                                             | —                                       | Sub-23    |
| Torneo Preolímpico             | —                                                   | 1 (1976)                                      | 4 (1968, 1992, 1996 y 2020)             | Sub-23    |
| Juegos Panamericanos           | 2 (1983 y 2015)                                     | —                                             | 1 (2011)                                | Sub-22    |
| Juegos Suramericanos           | —                                                   | 1 (2018)                                      | —                                       | Sub-20    |
| Copa Mundial Sub-20            | 1 (2023)                                            | 2 (1997 y 2013)                               | 1 (1979)                                | Sub-20    |
| Campeonato Sudamericano Sub-20 | 8 (1954, 1958, 1964, 1975, 1977, 1979, 1981 y 2017) | 7 (1971, 1974, 1983, 1992, 1999, 2011 y 2023) | 6 (1991, 2007, 2009, 2013, 2015 y 2019) | Sub-20    |
| Copa Mundial Sub-17            | —                                                   | 1 (2011)                                      | —                                       | Sub-17    |
| Campeonato Sudamericano Sub-17 | —                                                   | 3 (1991, 2005 y 2011)                         | 3 (1995, 1997 y 2009)                   | Sub-17    |
| Campeonato Sudamericano Sub-15 | —                                                   | 2 (2007 y 2015)                               | —                                       | Sub-15    |

#### Torneos amistosos
- Torneo de Juniors Sub-18 de Cannes (Francia): 1979[65]
- Torneo Internacional de Cancún Sub-17 (México): 1995[66]
- Copa Mercosur Sub-23: 1996
- Copa Punta del Este Sub-20: 1997[67]
- 80 aniversario Diario EL PAÍS Sub-17: 1998[68]
- Copa Niños de Maldonado Sub-20: 2000[69]
- Copa Monterrey Sub-17 (México): 2000[70]
- Copa João Havelange Sub-17 (Brasil): 2001[71]
- Torneo 11 de Septiembre Sub-17 (Italia): 2002[72]
- Torneo Amistoso Sub-20: 2008[73]
- Mundialito Tahuichi “Paz y Unidad” Sub-15 (Bolivia): 2009
- Copa de Swon Sub-20: 2011[74]